# مجمع نويل
توجد حديقة نويل في شمال لندن وهي مجتمع مخطط تم بناؤها في أواخر القرن التاسع عشر وأوائل القرن العشرين وتتكون من 2200 مسكن نموذجي، صممه رولاند بلومبي. تم تطويرها باسم حديقة نويل العقارية وذلك على مساحة من الأرض على حافة شمال لندن كجزء من التطور السريع ل وود جرين. وهي واحدة من أربعة مشاريع على مشارف لندن قامت ببنائها شركة الحرفيين، والعمال، والمساكن العامة من عام 2003 إلى عام 2009، تم إعطاء الاسم أيضًا لمتنزه صغير بالقرب من الحافة الجنوبية من حديقة نويل، المعروف سابقًا   - والمعروف الآن مرة أخرى - ب حديقة راسل.
تعتبر حديقة نويل العقارية واحدة من أقدم ضواحي الحدائق في العالم، تم تصميمها لتوفير سكن بأسعار معقولة لعائلات الطبقة العاملة الراغبة في مغادرة المدينة الداخلية؛ وكان لكل عقار حديقة أمامية وخلفية. تم التخطيط لها منذ البداية كمجتمع قائم بذاته قريب بما فيه الكفاية من شبكة السكك الحديدية للسماح لسكانه بالانتقال إلى العمل. تماشياً مع مبادئ مؤسس شركة الحرفيين، والعمال، والمساكن العامة «وليام أوستن» لم يتم بناء أي منازل عامة داخل العقار حتى الآن.
نتيجة التوسع السريع في لندن خلال أوائل القرن العشرين، وخاصة بعد أن كانت المنطقة متصلة بمترو لندن في عام 1932، أصبحت حديقة نويل محاطًة بالكامل بالتطورات اللاحقة. في عام 1965 تم دمجها في هارينجي التي تم إنشاؤها حديثًا، وفي عام 1966 تم شراؤها من قبل السلطة المحلية وضمها إلى الملكية العامة.
على الرغم من الأضرار التي لحقت بها خلال الحرب العالمية الثانية وأعمال الهدم عند بناء المول (وود جرين) في السبعينيات، لا تزال حديقة نويل سليمة إلى حد كبير من الناحية المعمارية حتى الآن. وفي عام 1982، تم منح غالبية المنطقة منطقة الحفظ والمادة الرابعة من الاتجاه من قبل وزير الدولة للبيئة، اعترافًا بأهميتها في تطوير الإسكان في الضواحي والعمل الخيري وفي تاريخ العقارات السكنية الحديثة.

## الموقع

حديقة نويل تظهر داخل الحدود الحديثة لهارينجي

تقع حديقة نويل في حي في وود غرين، على 6.4 ميل (10.3 كـم) شمال شارينغ كروس، بالقرب من وسط لندن الحديث بورو من هارينجي، الذي هو جناح. تشكل المنطقة مثلثًا تقريبيًا، يحده طريق إلى الشمال، وطريق في مخطط ترقيم بريطانيا العظمى إلى الجنوب الشرقي، وطريق وود غرين، وفيما مضى جزء من الممرات الخضراء إلى الغرب.
عندما بدأ البناء، كان نهر موسيل يسير موازيا ل ممر Lordship على مسافة قصيرة في جنوبه، مما شكل الحدود الشمالية الفعلية للمنطقة. أثناء تطوير المنطقة في ثمانينيات القرن التاسع عشر تم بناء بربخ للنهر وتم بناء الأرض بين النهر وممر Lordship.
كانت الحدود الغربية التاريخية خط قصر غيتس للسكك الحديدية الشرقية الكبرى على مسافة قصيرة إلى الشرق من طريق وود غرين السريع. منذ إغلاق خط السكة الحديد في عام 1964، تم احتلال القسم الشرقي من مجمع مول وود غرين التجاري الكبير، والسينما والمجمع السكني (والمعروف باسم مركز التسوق) ومعظم المنطقة الواقعة بين خط السكة الحديد السابق وطريق وود غرين السريع.

## التاريخ والتطور

### التاريخ المبكر

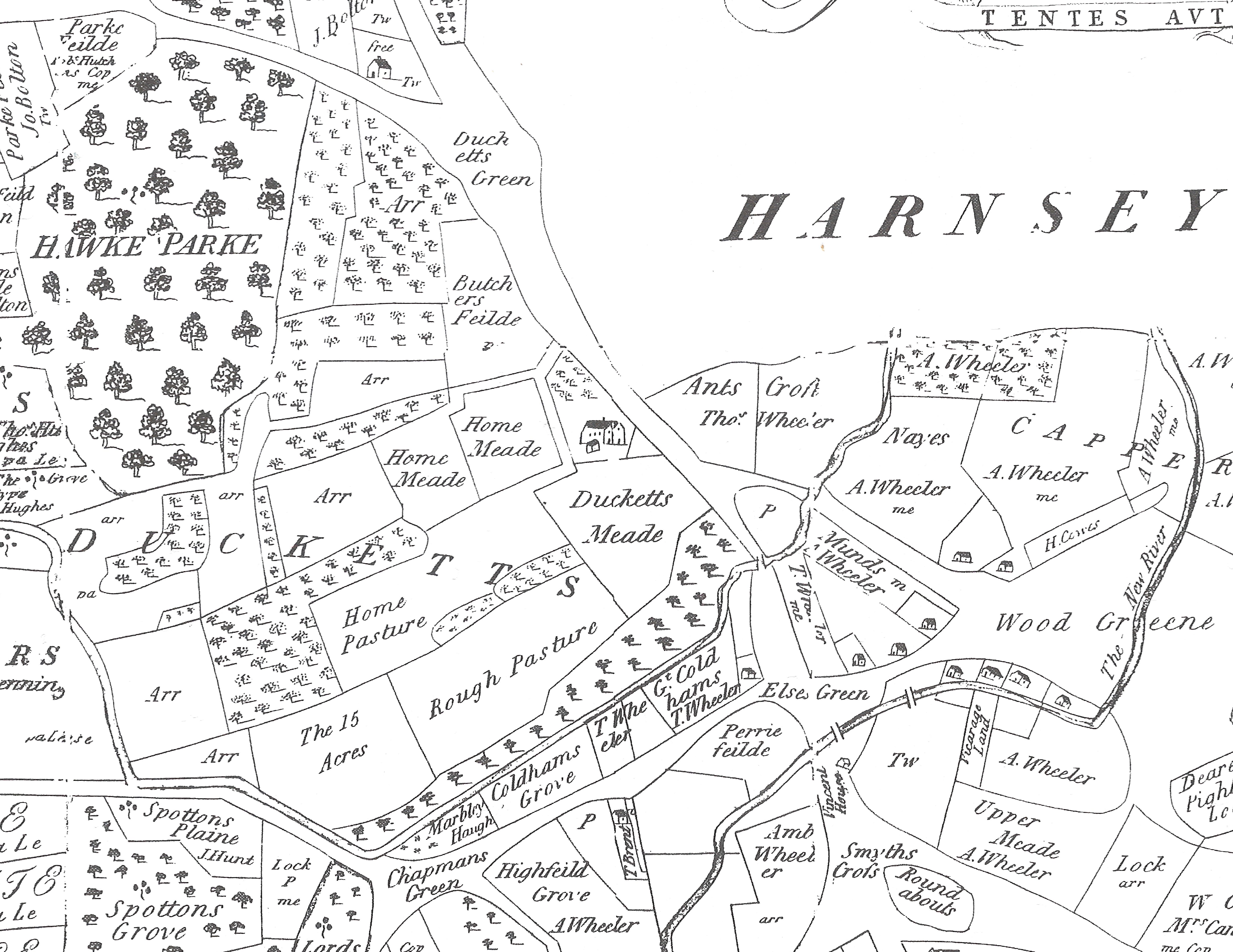
دوكيت Manor (حديقة نويل المستقبلية) وقرية وود غرين عام 1619

معظم وود غرين، بما في ذلك موقع حديقة نويل، التي كانت قليلة السكان وذلك حتى القرن التاسع عشر. من خلال دراسة إيرل دورست لتوتنهام عام 1619 ظهر أنها تشكل مانح دوكيت التاريخية. كما هو الحال مع بقية وادي موسيل، كانت الأرض تتكون بالكامل تقريبًا من الغابات والمراعي، حيث كان المبنى الوحيد الذي يظهر في المنطقة هو مزرعة دوكيتس والذي أصبح حديقة نويل. كان هذا المبنى هو بيت عزبة دوكيتس السابق الذي يعود تاريخه إلى 1254 وهو أقرب عقار مسجل في وود غرين. تظهر المستوطنات الصغيرة في وود غرين وألسيز غرين على مسافة قصيرة إلى الشمال الشرقي. ويقع القصر نفسه على طريق الدرينز القديم (الممرات الخضراء). آخر اشغال مسجل للقصر كان في عام 1881، قبل وقت قصير من تنظيف الموقع لبناء حديقة نويل العقارية.
بحلول عام 1880، تم تقسيم العقار إلى خمسة عشر مزرعة صغيرة. كما تم استخدام الحقول الشمالية الوعرة المجاورة لموزيل لزراعة لحوم البقر، في حين تم استخدام الحقول الجنوبية، المعروفة باسم مزرعة غرينغر، كأراضي للرعي. اثناء ذلك الوقت كانت الحافة الغربية للعقار محتلة من قبل خط قصر البوابات إيسترن للسكك الحديدية الشرقية الكبرى الحديدية ومحطة سكة حديد غرين لانز، تم افتتاحها عام 1878.

### شركة الحرفيين والعمال والمساكن العامة
تأسست شركة الحرفيين، والعمال، والمساكن العامة في عام 1867 من قبل ويليام أوستن. وقد كان اوستن اميا في حياته العملية في مزرعة حيث كانت الفزاعة تدفع فلسا واحدا في اليوم،  وعمل حتى يصبح مقاول صرف. تأسست الشركة كشركة مساهمة هادفة للربح، بهدف بناء منازل جديدة للطبقات العاملة «نتيجة لتدميرمنازلهم عن طريق السكك الحديدية وتحسينات أخرى قد تمت». تهدف الشركة إلى دمج تصاميم الضواحي الريفية المخططة مثل بيدفورد بارك مع روح المنازل عالية الجودة للطبقات الدنيا الرائدة في سالتير. في حين أن شركات الإسكان الخيرية السابقة مثل بيبودي ترست وشركة المساكن الصناعية المحسنة ركزت على كتل متعددة الطوابق في المدن الداخلية، تهدف الشركة إلى بناء مساكن قليلة الارتفاع في الريف المفتوح إلى جانب خطوط السكك الحديدية الحالية للسماح للعمال يعيشون في الريف وينتقلون إلى المدينة. جذبت الشركة انتباه اللورد شافتسبري، والذي شغل منصب الرئيس حتى عام 1875.

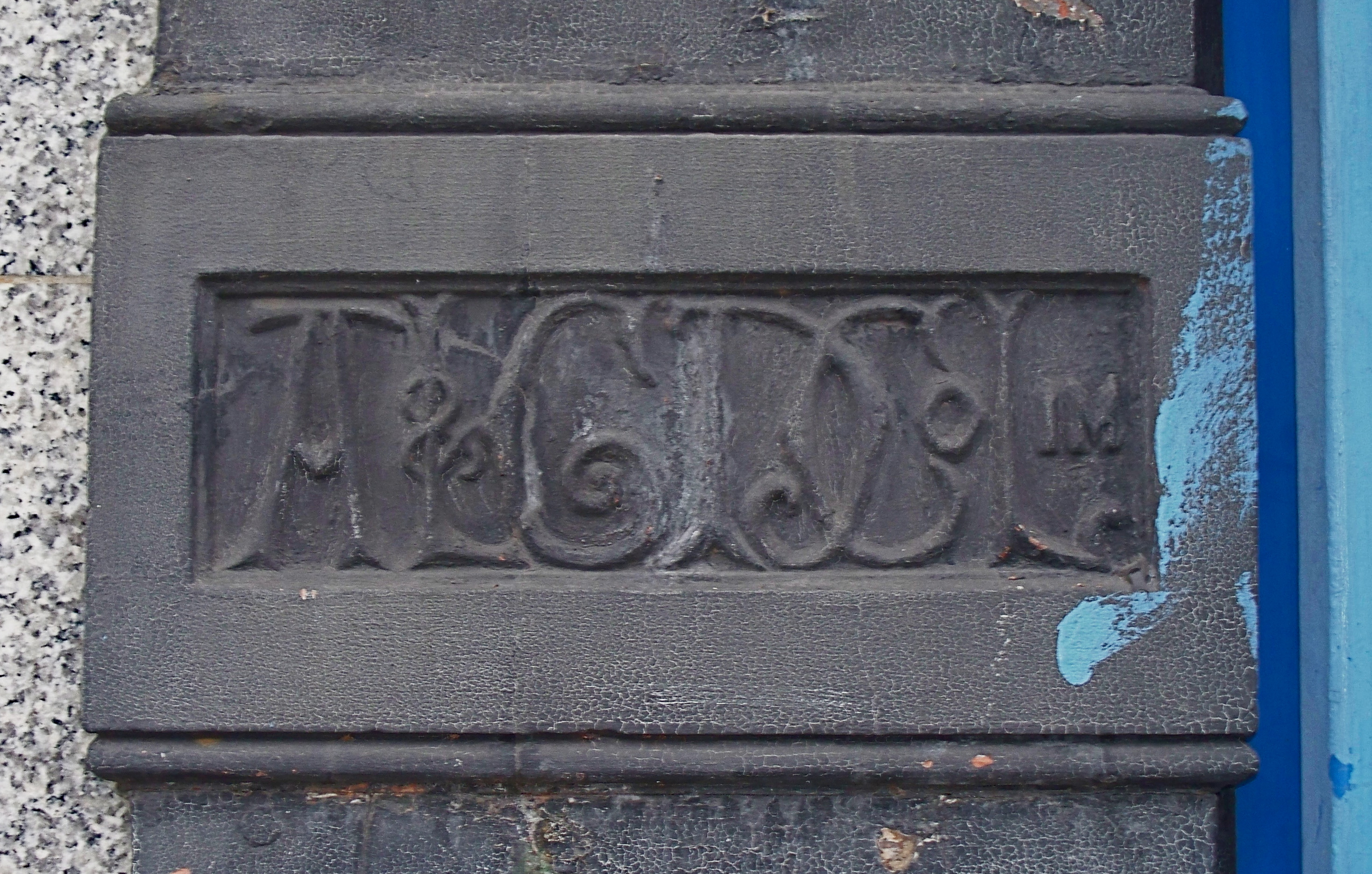
شارة الشركة

قامت الشركة ببناء وبيع مجموعة من المنازل في باترسي، ثم كانت لا تزال قرية ريفية. تم استخدام عائدات البيع لشراء قطعة أرض في سالفورد للتطوير، وبحلول عام 1874، كانت الشركة لديها تطورات في ليفربول وبرمنغهام وجوسبورت وليدز.
كانت شافتسبري بارك أول العقارات الأربعة الكبيرة التي قامت ببنائها شركة الحرفيين والعمال والمساكن العامة، وهي عبارة عن تطوير لـ 1200 منزل من طابقين يغطي 42.5 أكر (0.17 كـم2؛ 0.07 ميل2) تم بناؤها في عام 1872 في موقع مزرعة خنازير سابقة في باترسي. أدى نجاح حديقة شافتسبري إلى بناء كوينز بارك، التي بُنيت في عام 1874 على نطاق أكثر طموحًا على 76 أكر (0.31 كـم2؛ 0.12 ميل2) من الأراضي الواقعة غرب لندن، بالقرب من محطة ويستبورن بارك التي تم افتتاحها حديثًا، والتي تم شراؤها من كلية أول سولز، أكسفورد. تم التخطيط لعقار ثالث في لندن في كان هول، وموقع 61 أكر (0.25 كـم2؛ 0.10 ميل2) تم شراؤها.
ومع ذلك، عانى مشروع مُجمع كوينز من سوء الإدارة والاحتيال. فقد تمت ادانة سكرتير الشركة وليام سويندلهيرست واثنان آخران في عام 1877 بتهمة الاحتيال وذلك لاستلائهم على 9,312 جنيهًا إسترلينيًا (أي حوالي 861 ألف جنيهًا إسترلينيًا) اليوم من المشروع.  فاضطرت الشركة إلى رفع الإيجارات، ولم يعد يُسمح للمستأجرين بشراء منازلهم؛ بحلول عام 1880، انتعشت موارد الشركة المالية بما يكفي للسماح بمزيد من التوسع.

### اختيار الموقع
في 14 فبراير 1881، تم تعيين رولاند بلومبي مهندس استشاري لشركة الحرفيين، والعمال، والمساكن العامة، مع موجز لإعداد عقار ثالث. كان المهندس المعماري الرائد في تلك الفترة مصممًا للمستشفيات في المقام الأول، مثل مستشفى لندن،  ومستشفى بوبلار. كان رئيسًا للجمعية المعمارية في 1871-1872 وعضو مجلس المعهد الملكي للمهندسين المعماريين البريطانيين منذ عام 1876.

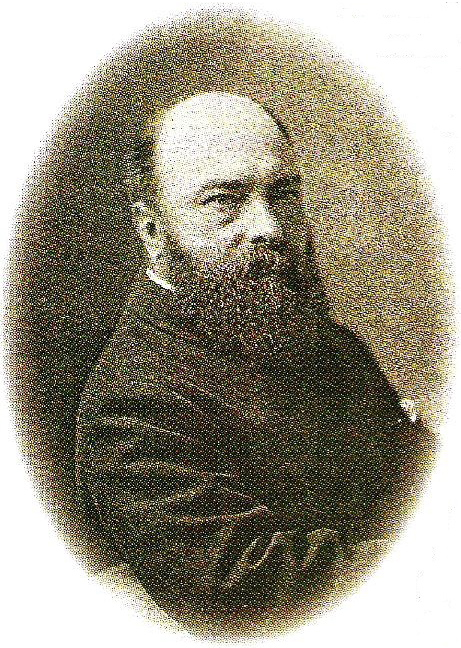
رولاند بلومبي في عام 1890 ، بعد فترة وجيزة من بناء مجمع نويل

في أبريل 1881، فتشت شركة الحرفيين، والعمال، والمساكن العامة مواقع في فولهام و «بالقرب من حديقة ألكسندرا» في مجلس توتنهام المحلي. وقد تم رفض موقع فولهام باعتباره معرضًا جدًا للفيضانات، ورفض موقع وود غرين على أنه بعيد جدًا عن أي مركز سكني.
ومع ذلك، في الشهر التالي، تم اتخاذ قرار لتقديم عطاءات للموقع بالقرب من وود غرين. على الرغم من بدها عن لندن في ذلك الوقت، وكانت السكك الحديدية تخدم المنطقة بشكل جيد. تم افتتاح خط بالاس غيتس، الذي افتُتح في عام 1878 لخدمة قصر ألكسندرا القريب، محطة وسيطة في غرين لانز، المجاورة مباشرة للموقع المعني. اتاح هذا خدمة مباشَرة مدينة لندن منذ البداية؛ بعد بناء وصلة مع سكك حديد توتنهام وهامستيد جانكشن في 1 يونيو 1880، وتم تشغيل الخدمات المباشرة أيضًا إلى بلاكوال ونورث وولويتش، مما يوفر روابط مباشرة مع ميناء لندن. بالإضافة إلى ذلك، كانت محطة السكة الحديد الشمالية الكبرى في وود غرين (الآن محطة قصر ألكسندرا) على مسافة قريبة. فقررت الشركة أن جودة وسائل النقل تعوض عن المسافة من أي مركز سكاني هام، وفي يونيو 1881 م موقع 100 أكر (0.40 كـم2؛ 0.16 ميل2) تم شراؤها من قبل الشركة مقابل 56345 جنيه إسترليني (حوالي 5.58 مليون جنيه إسترليني اليوم).  

### التصميم

تصميمات بلومبي لأصلية للسكن من الدرجة الأولى والثانية

صمم بلومبي العقار مع خمس فئات من المنازل. على الرغم من أن المنازل بُنيت على نفس التصاميم الأساسية الخمسة، فقد تم منح كل شارع أسلوبًا متميزًا في التصميم والزخرفة. كما تم استخدام مزيج متنوع من الطوب الأحمر والأصفر، والاختلافات في تصميم النوافذ وزخارف الزينة، لإعطاء كل شارع هوية مميزة. تم تصميم جميعها بحدائق أمامية وخلفية. تم اعطاء منازل الزاوية تصميمات وأبراج مميزة.

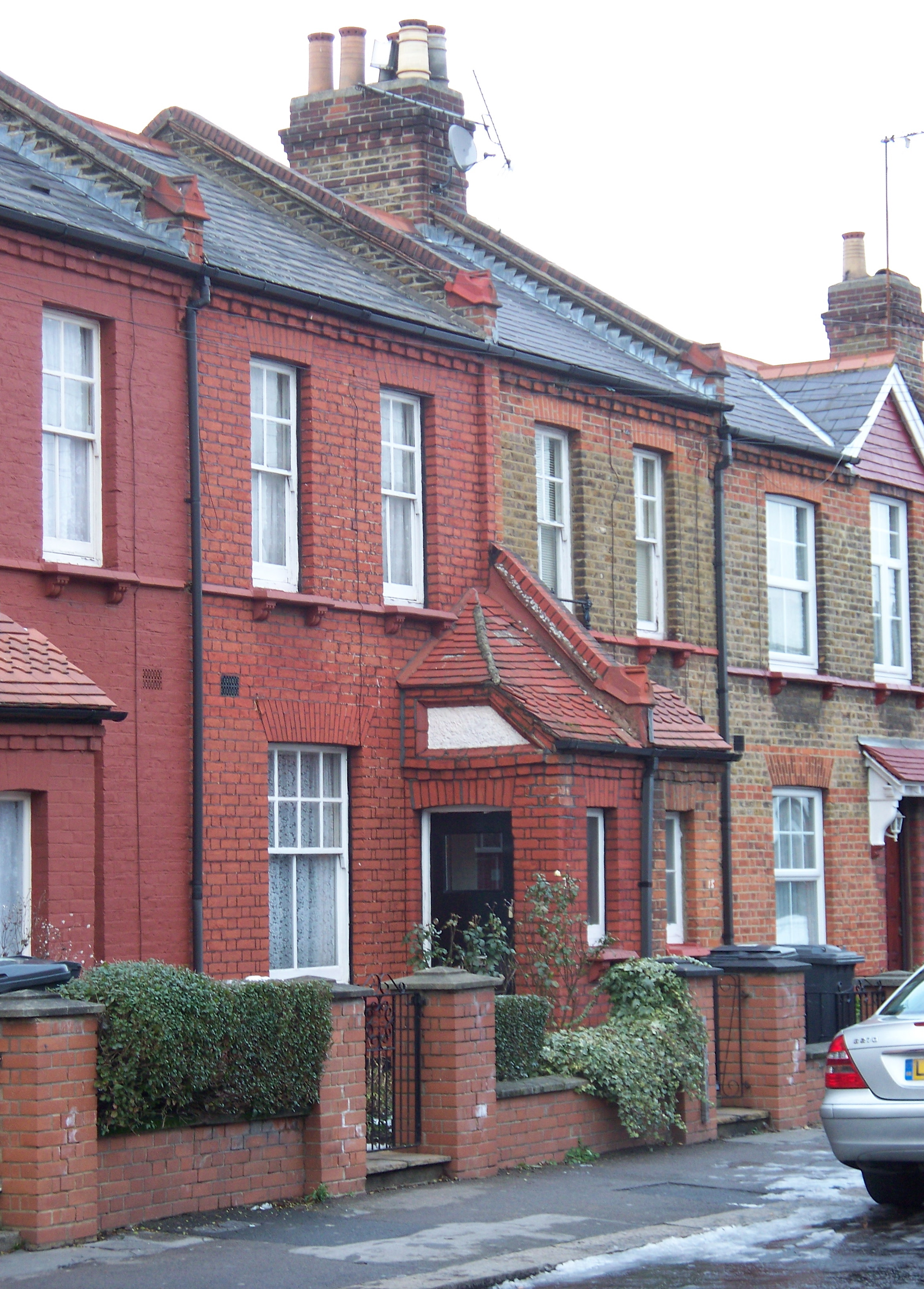
منازل من الدرجة الخامسة ، شارع موزيل: الأبواب الأمامية ذات زاوية لتجنب الانفتاح بجوار جيرانهم.

النموذج الفيكتوري التقليدي للمنازل يتبع تخطيط المدن. تم بناء االمنازل الكبيرة من الدرجة الأولى والثانية في المركز، بالقرب من الكنيسة والمدرسة، في حين تم بناء العديد من المنازل من الدرجة الثالثة والرابعة والخامسة في ضواحي العقار. يعتقد وِلش (2006) أن هذا الفصل في السكن لم يكن في نية بلومبي. نُقل عن بلومبي نفسه في عام 1896 قوله: «يؤسفني أنه من الضروري فصل الطبقات الأكثر ثراءً والأكثر ثقافةً عن الفقراء، بسبب التحيزات الموجودة؛ وهذه التحيزات موجودة من جانب الفقراء أيضًا. كما انها موجودة من جانب الطبقة الأخرى».
باستثناء المنازل الركنية، تم بناء المنازل في أزواج، يشترك كل منها في رواق مع جاره. اما بالنسبة إلى منازل الدرجة الرابعة والخامسة الأصغر، تمت محاذاة الأبواب بزاوية قائمة لواجهة المنزل، حتى لا تُفتح مُباشرة بجوار جيرانهم. وقد صُممت جميع المنازل مع واحد على الأقل صالون ومع المطبخ، حجرة غسل الاطباق، والمرحاض في غرف منفصلة في الجزء الخلفي من المنزل. منازل من الدرجة الأولى أيضا مراحيض في الطابق العلوي. تماشياً مع مبادئ التصميم في ذلك الوقت، حيث لم يكن من الممكن الوصول إلى مراحيض الطابق السفلي إلا عن طريق الحدائق الخلفية، ولم تكن المنازل مزودة بحمامات منفصلة؛ تم تم جعل الحمام متصل في المطبخ.

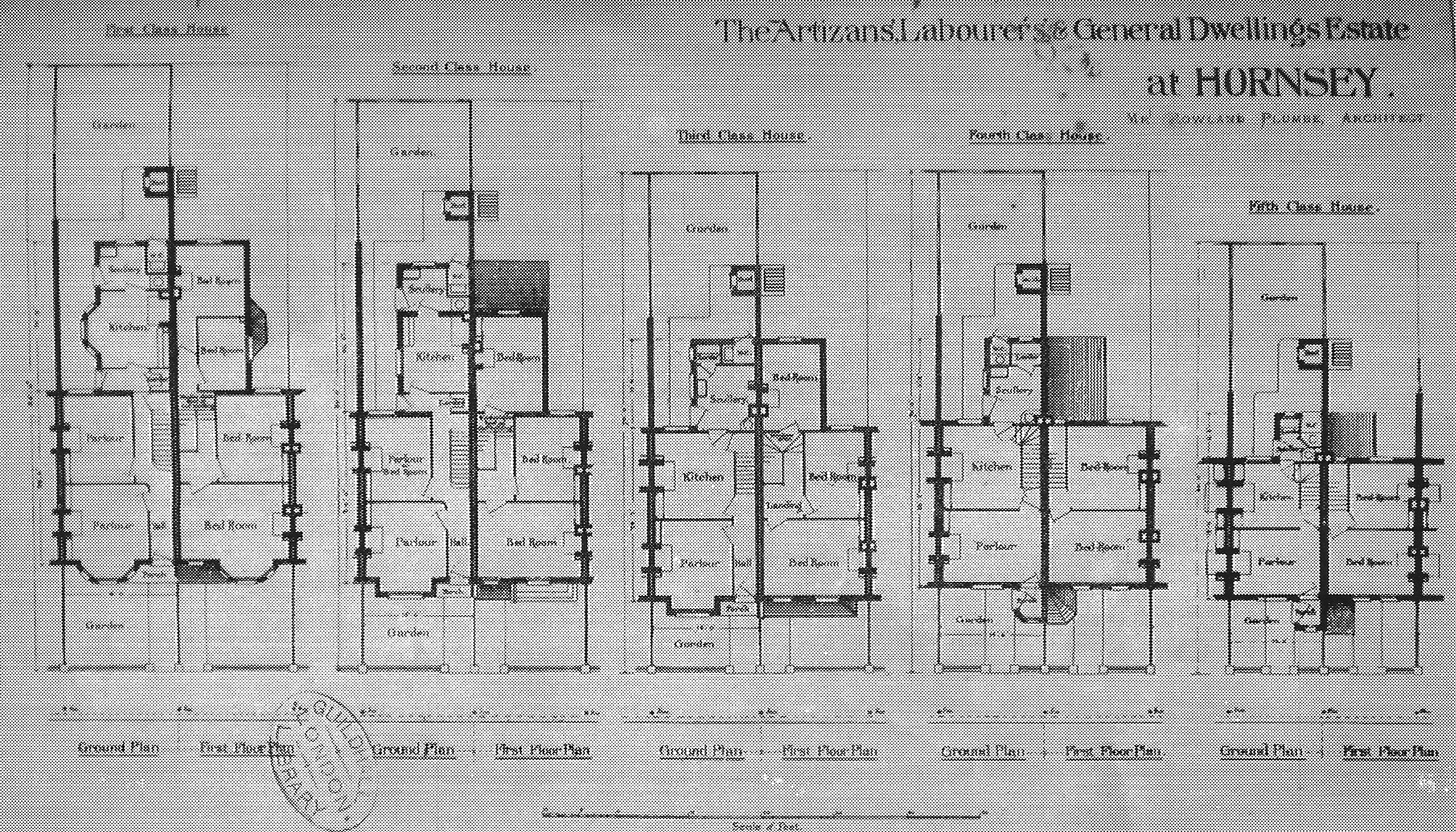
مخططات الطوابق للفئات الخمس من المنزل المبنية في مجمع نويل

تم بناء جميع المنازل من خلال المواقد والمداخن المكسوة بالرخام. تم تزويد جميع المنازل بمياه جارية والتي تم توفيرها من النهر الجديد، والتي تدفقت من خلال Wood Green. ومع ذلك، لم يتم تزويد جميع المنازل بالغاز أو الكهرباء الرئيسية منذ البداية، بينما تمت اضاءة الباقي بالشموع أو مصابيح الزيت أو البارافين.
تم تصميم المنازل في مجمع نويل بشكل متعمد لتكون صغيرة نسبيًا، سواء من أجل الرخص أو تثبيط المستأجرين عن أخذ النزل. وكان العديد من المنازل الكبيرة في مجمع شافتسبري كان الباطن والانقسام، وقد أصبحت الممارسة ضد مبادئ مؤسسي الشركة الحرفيين، والعمال، والمساكن العامة. لتثبيط الممارسة في مجمع كوينز ومجمع نويل، فقد تم بناء الشقق المنزلية؛ والتي حافظت على واجهة المدرجات، لكنها قسمت المنتزل إلى شقق علوية وسفلية، ولكل شقة باب أمامي منفصل على الشارع.

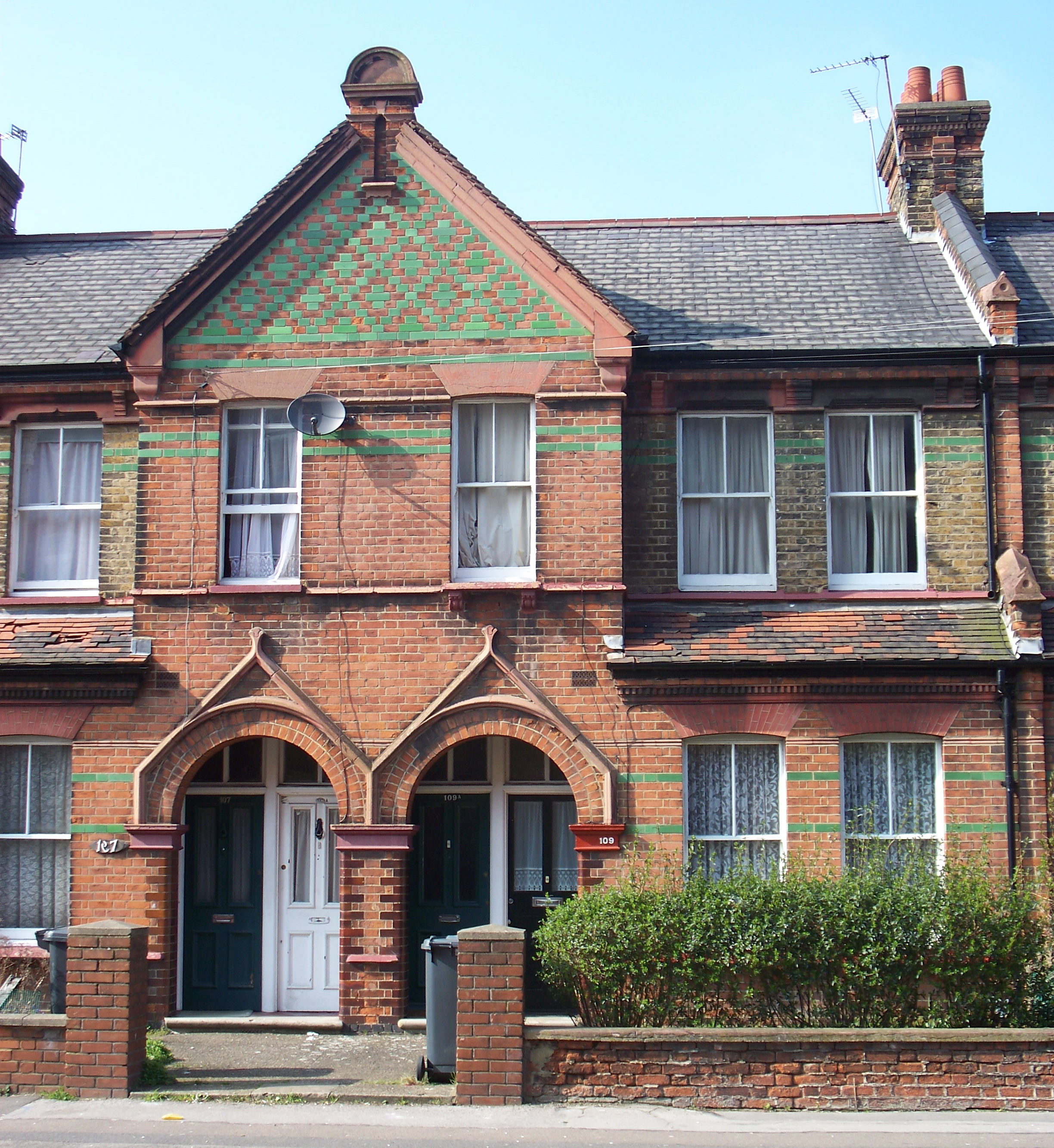
شقق ريفية بتصميم بلامبي بأبوابها المتعددة المميزة ، جلادستون أفينيو

في 4 مايو 1883، قامت شركة الحرفين، والعمال، والمساكن العامة ببيع قطعة أرض مجاورة لخط السكة الحديد (للسكك الحديدية الشرقية الكبرى) لبناء ساحة بضائع، وتم بناء جانبي السكك الحديدية في موقع التطوير. وعلى الرغم من أن الشركة قد نظرت في البداية في صنع الطوب على الموقع، إلا أن ساحة السكك الحديدية سمحت بشراء المواد الخام بالجملة وان يتم نقلها بثمن بخس، مع إنشاء مستودعات وورش عمل كبيرة لتصنيع الأبواب والأرضيات والمواد الضرورية الأخرى؛ في عام 1884، ذكرت صحيفة بال مول جازيت أنه «في سقيفة بطول 330 قدمًا بعرض 50 قدمًا يتم تخزين مليون مليون قدم ظاهرية من ألواح الأرضيات».

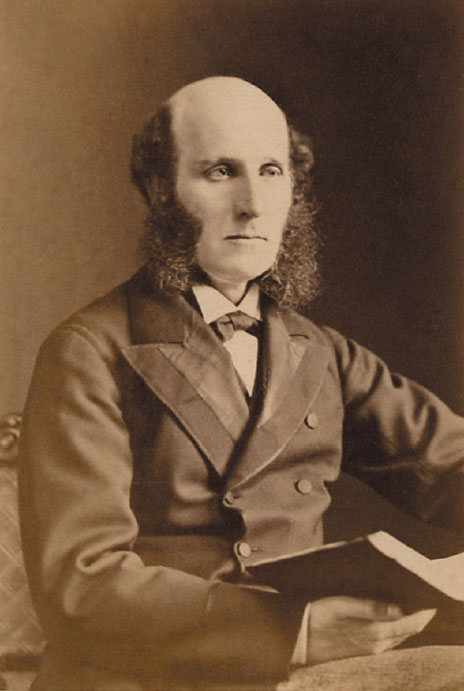
إرنست نويل النائب

في أوائل عام 1883 تم اكتشاف اختلافات عظيمة وخطيرة في مواد البناء التي تم شراؤها والمبالغ الفعلية التي تم شراؤها بها. وزار الموقع رولاند بلومبي والسير ريتشارد فارانت، نائب رئيس شركة الحرفيين، والعمال، والمساكن العامة الموقع للتحقيق في الأمر. نصح السيد هانت، فورمان، أنه «رداً على الأسئلة المتعلقة بأسلوب القياس المستخدم لأكوام الصابورة (الثقل)، كما تمت إضافة الثلث إلى قياس الانكماش».
وعندما تم استدعاؤه للمثول أمام «لجنة هورنسي» التابعة لشركة الحرفيين، والعمال والمساكن العامة في اليوم التالي، أرسل هانت مساعده بدلا منه ودون دفاتر الأستاذ ذات الصلة وبدلاً من ذلك بورقة تم وصفها في محضر اللجنة بأنها «ورقة قياسات تم التأكد منها قريبًا من عدم تكوين القياسات الفعلية لكن القياسات مزورة حتى يتم العمل بشكل دقيق على القياسات المعتمدة من السيد هانت». وعندما تم حساب إجمالي المدفوعات الزائدة من قبل شركة بلومبي على أنه 1,071.14 شلن. (تقريبًا 106.000جنيه إسترليني اليوم)؛ تم فصل هانت على الفور وتم وضع حارس للبوابة ليقوم بتسجيل جميع البضائع التي تدخل الموقع لتجنب تكرار الحادث.  

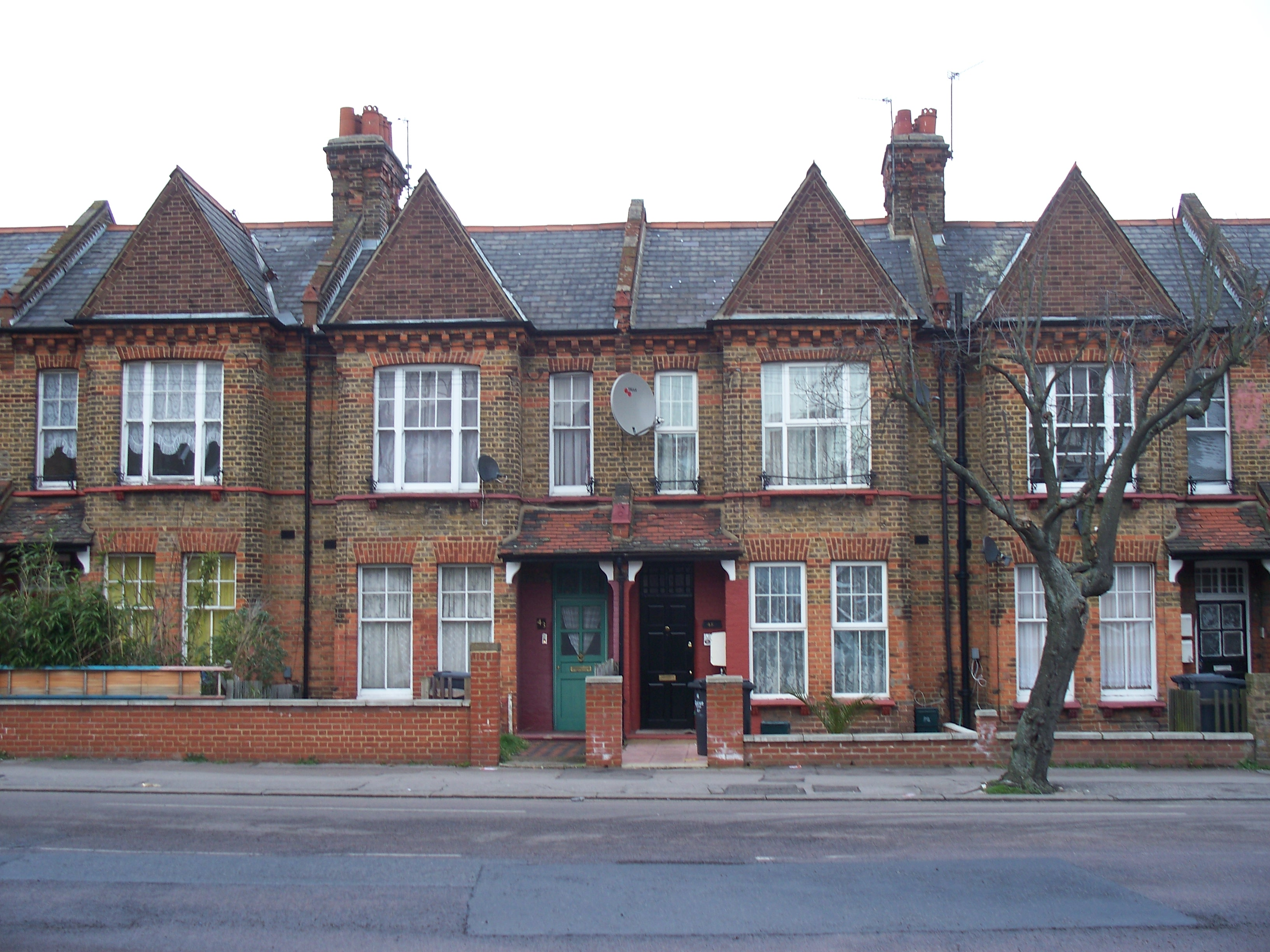
منازل من الدرجة الأولى ، شارع جلادستون

في عام 1883، تم اتخاذ القرار على تسميتها «مجمع نويل»، وذلك تكريمًا لإرنست نويل (1831-1931)، عضو البرلمان الليبرالي في دومفريز بورغز ورئيس شركة الحرفيين، والعمال، والمساكن العامة منذ عام 1880. تم تخطيط الشوارع على مخطط شبكة من الطرق الواسعة التي تمتد على المحور الجنوبي الغربي إلى الشمال الشرقي والطرق الأضيق الممتدة من الشمال الغربي إلى الجنوب الشرقي. وتمت تسمية الشوارع من بعض الاعضاء في شركة الحرفيين والعمال والمساكن العامة وشخصيات سياسية بارزة انذاك، باستثناء شارع داروين، الذي تمت تسميته باسم تشارلز داروين، عالم الطبيعة البارز والمستثمر المبكر في شركة الحرفيين، والعمال، والمساكن العامة، وموزيل افينو، والتي كان من المقرر اتباعها مجرى نهر موزيل المتعرج؛ انظر اشتقاق أسماء الشوارع أدناه.

### افتتاح
في 4 أغسطس 1883, مع ما يقرب من 200 منزل مكتمل البناء، تم افتتاح مجمع نويل. وقد قام نويل باعطاء كلمته في الاحتفال قائلا:
ما خلف العاصمة سوف يسمى مدينة، والتي ستكون أكبر اخيرا من الحي الملكي ل ويندسر وعن قريب ستكون بنفس حجم المدينة الكاثيدرالية القديمة.
On 4 August 1883, with approximately 200 houses completed, Noel Park was formally opened. Noel gave a speech at the opening ceremony in which he described the development as: 
 قام اللورد شافتسبري بوضع حجر ك نصب تذكاري، مشيدًا بـ مجمع نويل على أنه «تعزيز خطة أثبتت أنها الأكثر فائدة، وإذا تم تنفيذها إلى أقصى حد، ستتغيرالى الأفضل العادات المحلية لأفراد المدينة تماما». أرسل إدوارد وايت بنسون، رئيس أساقفة كانتربري، ملاحظة تمت قراءتها للحشد ذكر فيها أنه «لا يمكن ان يشك أي شخص يهتم بالسكان العاملين لدينا في أن هذه واحدة من الخطوات الأولى، وربما من الخطوات الأكثر ضرورة لدينا».
وهذا الحدث تضمن تقرير صحفي وهو ما يلي «افتتح اللورد شافتسبري مجمع نويل، غرين لانز، وود غرين، لندن - وهي تمامًا بلدة من الحرفيين وسكن العمال - . . . تتسم الشوارع هناك بانها واسعة، وتعطيها بيوت العمارة والأشجار والحقول المتناسقة مظهرًا رائعًا ومريحًا».

### صعوبات مالية
تم التسويق لمجمع نويل بشكل كبير على أنه «مستعمرة العمال في الضواحي»، حيث تلعب المواد الترويجية بكثافة على وصلات النقل في المنطقة. فقد تم إقناع السكك الحديدية الشرقية الكبرى في عام 1884 بإعادة تسمية محطة سكة حديد لينز الخضراء إلى مجمع نويل الاخضر (تظهر في بعض اللافتات والخرائط باسم «لينز الخضراء & مجمع نويل»)؛  كانت المنطقة أيضًا على بعد أقل من نصف ميل من محطة وود للسكك الحديدية (التي أصبحت الآن محطة قصر ألكسندرا) على السكك الحديدية الشمالية الكبرى. بحلول عام 1886اصبح لدى مجمع نويل أكثر من 7000 مقيم.

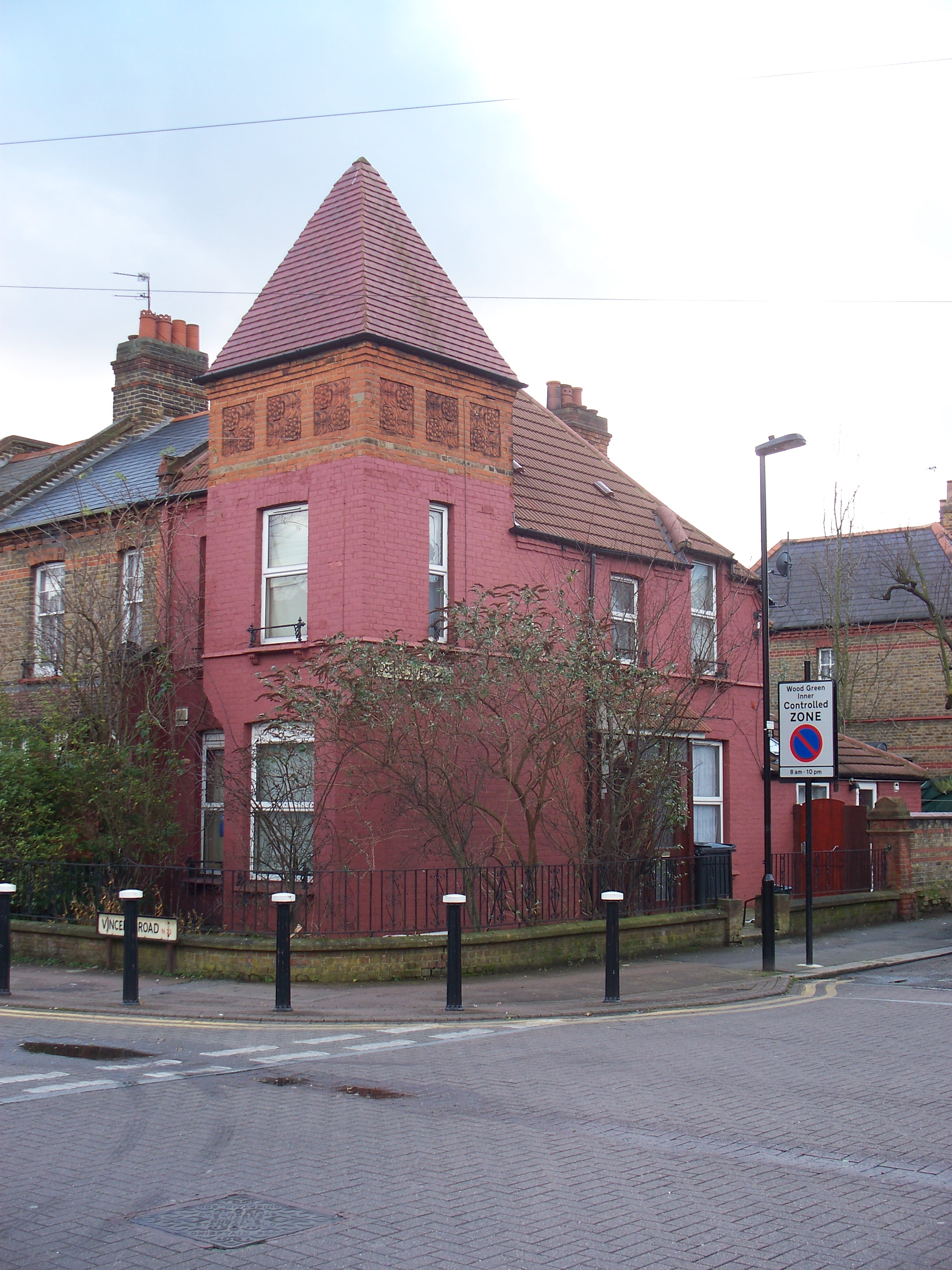
بيت الزاوية

ومع ذلك، قام العمال الفقراء باستهداف تطوير مجمع نويل ولكنهم وجدوا انهم غير قادرين على تحمل تذاكر السكك الحديدية. وقد أدى إصدار أجور رخيصة للعمال في الصباح الباكر على خطوط السكك الحديدية الشرقية الكبرى إلى الشرق في توتنهام وستامفورد هيل ووالثامستو إلى امتلاء القطارات ووجود اعداد كبيرة من العمال الفقراء الذين ينتقلون إلى المناطق (كثير منهم نزحوا بسبب بناء خطوط السكك الحديدية العامة. محطة شارع ليفربول في مدينة لندن وإعادة تسكينها من قبل الشركة). عارض ويليام بيرت، المدير العام لـ شركة GER، بشدة توسيع سياسة أجور العمال، مشيراً إلى أن «إصدار هذا القرار سيسبب لنا قدراً كبيراً من الإصابات، وسيسبب نفس الإزعاج العام كما هو موجود بالفعل على خطي ستامفورد هيل ووالثامستو وأنه لا يمكن لاي شخص يعيش في مجمع نويل أن يرغب في امتلاك نفس فئة الجيران التي يمتلكها سكان ستامفورد هيل في حي سانت آن رود».
في عام 1884، تم تفويض اللورد شافتسبري بقيادة السكك الحديدية الشرقية الكبرى والسكك الحديدية الشمالية العظمى، مما اعطى للقطارات المقرر وصولها إلى وسط لندن قبل 8 صباحًا قرار بانه يجب بيع تذاكر الدرجة الثالثة بسعر تذكرة ثلاثية الأبعاد شريطة ان لا تعود الرحلة قبل الساعة 4 مساء. بحلول مايو 1885، وقد تم تبني هذه السياسة من قبل السكك الحديدية. ومع ذلك، فإن التأخير وعدم التاكد الناجم عن نزاع الأسعار قد ثبط المستأجرين المحتملين، مما ترك أعدادًا كبيرة من العقارات شاغرة وتسبب في المزيد من أعمال البناء لتباطؤ كبير. في عام 1887، تم تعليقاعمال البناء بشكل مؤقت تمامًا، استجابة للتراكم الكبير للممتلكات غير المؤجرة.
بحلول وقت المسح للذخائر لعام 1894، كان ما يقرب من 50 ٪ من التركة قد اكتمل. وتبقى النصف الجنوبي بأكمله من العقار بين جلادستون أفينيو وجادة ويستبيري عند هذه النقطة وتم ابقاء الحقول المفتوحة.

### وسائل الراحة

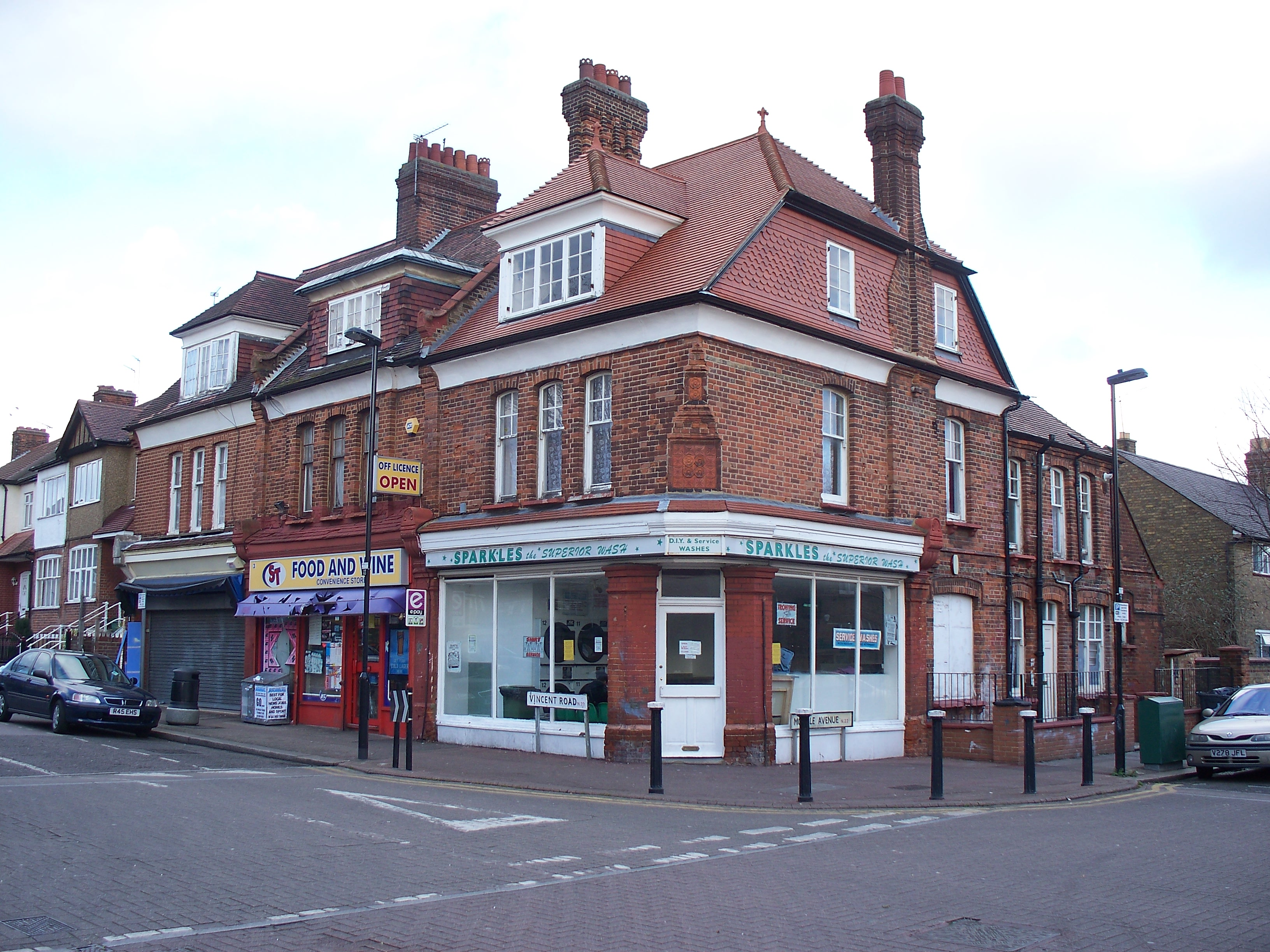
متاجر عند تقاطع طريق فنسنت وشارع موزيل ، بناها شركة الحرفيين والعمال والمساكن العامة في عام 1884

تم بناء تراسات المتاجر حول أطراف العقار، وذلك لتلبية احتياجات سكان الضاحية المتوسعة في وود غرين بما في ذلك مجمع نويل ولمستخدمي محطة السكك الحديدية المجاورة أيضا. تصميمات التراسات اختلفت عن تراسات المتاجر الصغيرة الصغيرة على حواف الأجزاء الشرقية التي تستحوز على اقل زيارة، إلى مسيرات المتاجر الكبيرة على طريق وود غرين السريع بالقرب من محطة السكة الحديد.

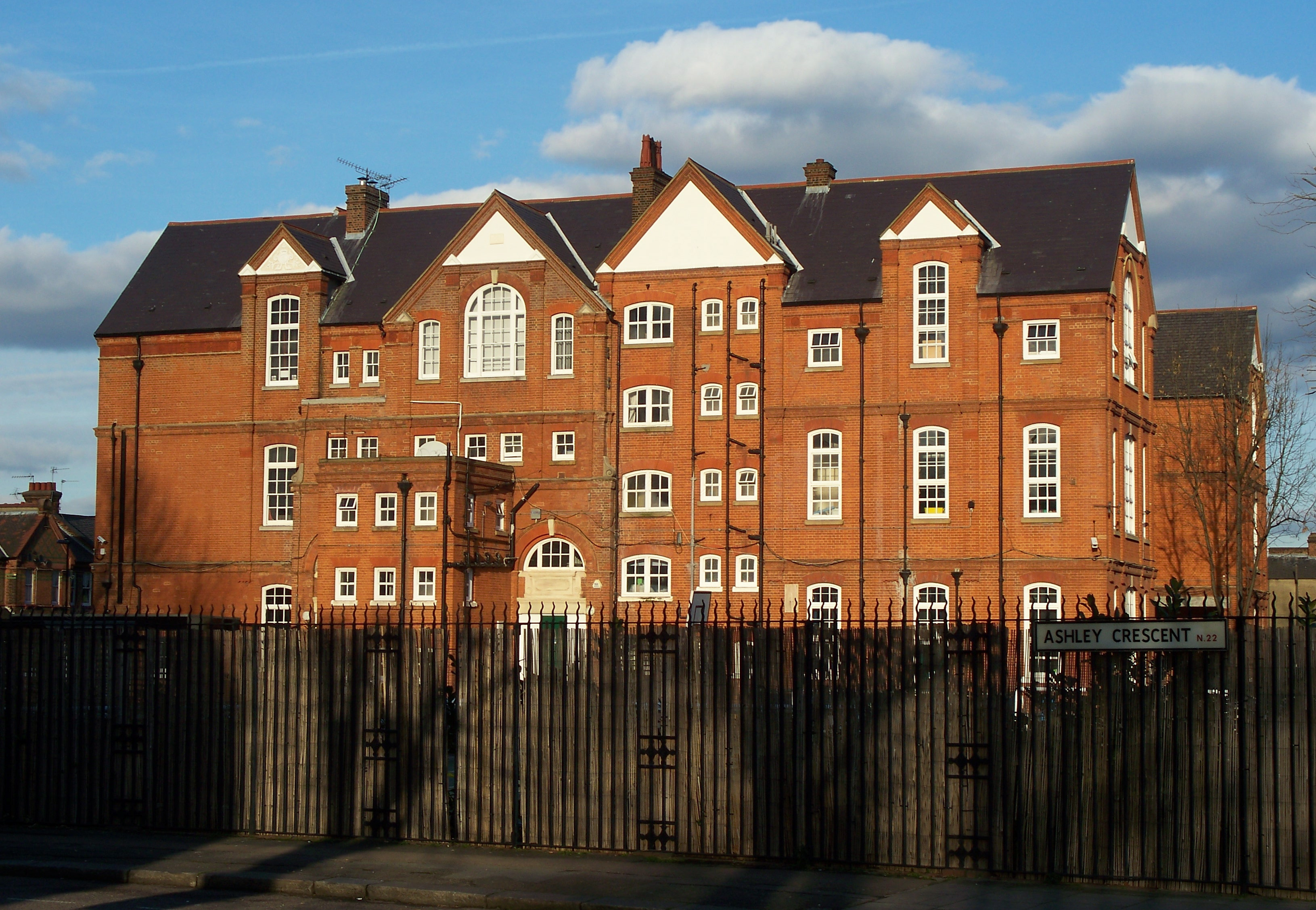
مدرسة مجمع نويل

واحدة من المباني القليلة التي تم تشيدها في المراحل الأولى من تطوير مجمع نويل غير المصمم من قبل بلومبي، تم بناء مدرسة مجمع نويل في عام 1889 من قبل مدرسة وود غرين، لتصميم المهندس المعماري تشارلز وول.
تم تصميم المدرسة ا لاستيعاب 1,524 تلميذ من الجنسين. ومع ذلك، بحلول عام 1898، أدى نمو ملكية مجمع نويل إلى مشاكل وذلك لامتلائها بالتلاميذ حيث بلغ متوسط الحضور 1803، مما جعلها المدرسة الأكثر اكتظاظًا في منطقة مجلس المدرسة. في عام 1924 تم افتتاح مدرسة للمكفوفين جزئيا داخل المدرسة.
في عام 1946، أصبحت المدرسة ثانوية حديثة. بين عامي 1957 و 1963 تم إغلاق المرافق الثانوية، وتم ترك المدرسة كمدرسة ابتدائية. في عام 1965، كما أصبحت المدرسة تحت سيطرة لندن بورو في هارينجي التي تم إنشاؤها حديثًا. وذلك بعد إعادة تنظيم خدمات التعليم في هارينجي، وقد أصبحت الآن مدرسة ابتدائية تضم ما يقرب من 500 تلميذ تتراوح أعمارهم بين ثلاث سنوات و 11 سنة.

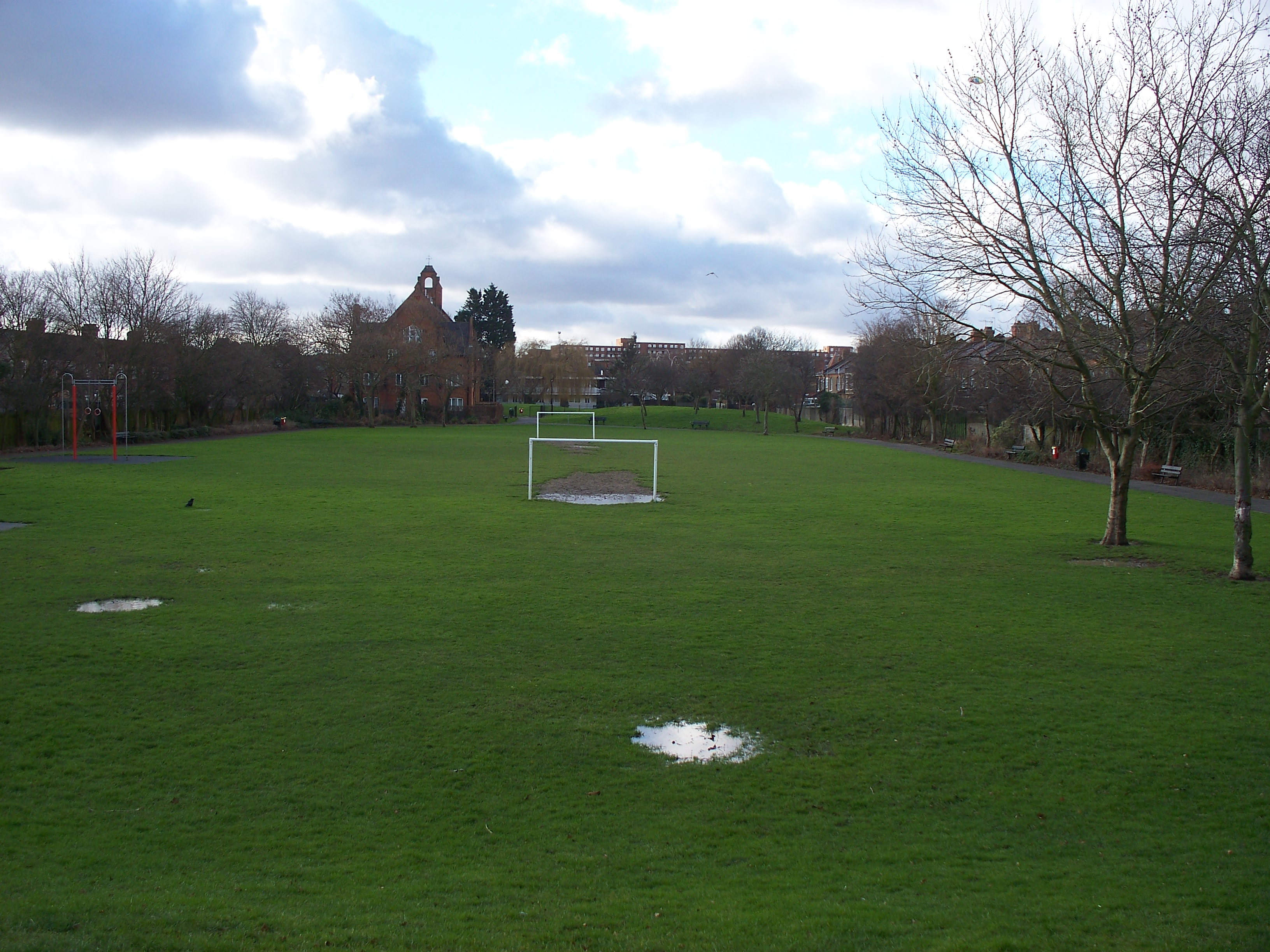
راسل بارك (مجمع نويل سابقًا)

على الرغم من أن خطط بلومبي الأصلية للعقار قد تشبه منطقة ترفيهية في وسط الحوزة، إلا أن هذا لم يحدث أبدًا وتم بناء الأرض المخصصة لها خلال التطوير المبكر للعقار. على الرغم من قرب مجمع نويل من المرافق الترفيهية القريبة من الكسندرا بارك، في عام 1929، تم تعيين شريط طويل ورفيع من الأرض بالقرب من جنوب العقار كمتنزه وأطلق عليه اسم «راسل بارك». لكن في عام 2003، وبعد التشاور مع السكان، قام مجلس هارينجي بتغيير اسم الحديقة «نويل بارك». ومنذ ذلك الحين أصبح اسمها راسل بارك.

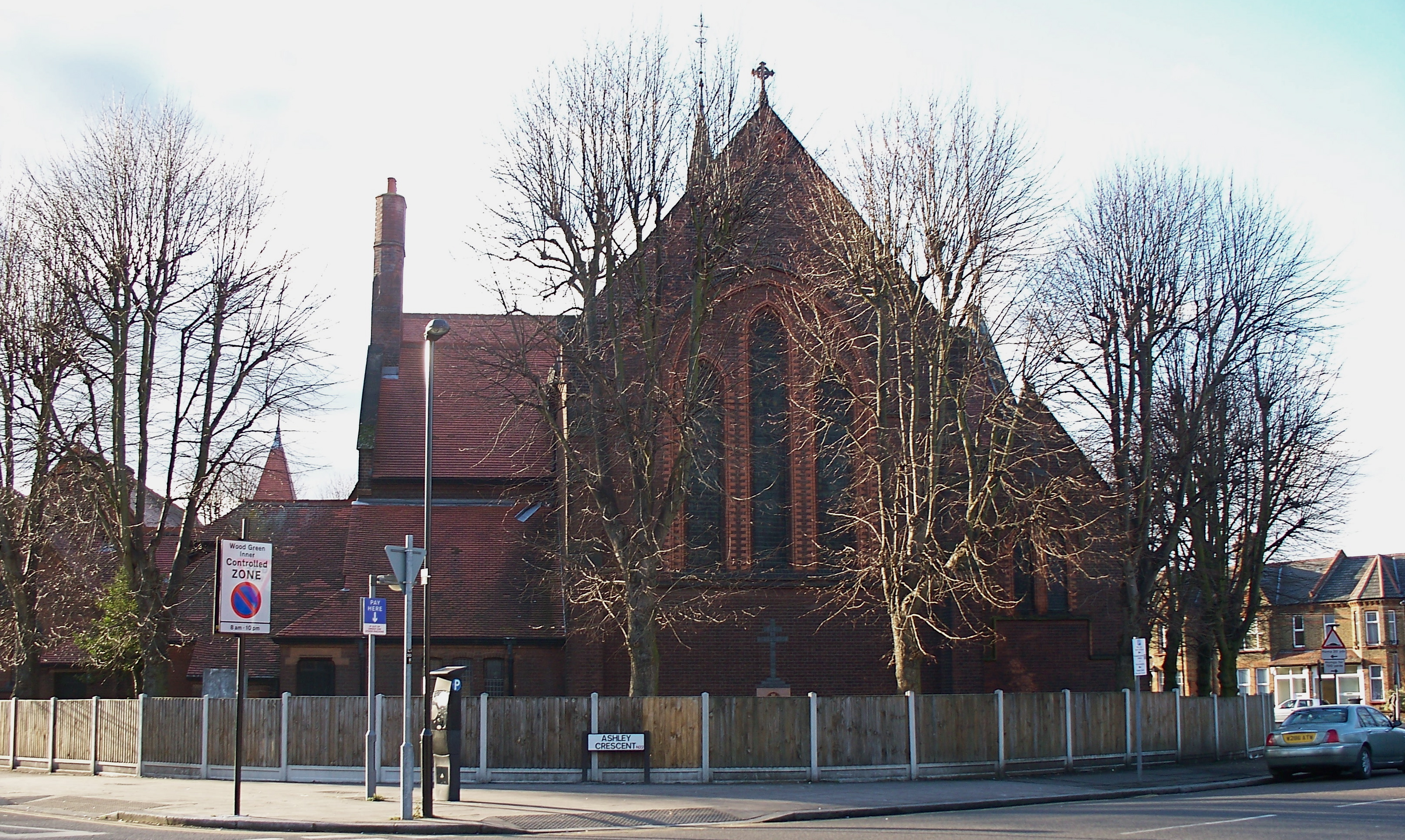
كنيسة القديس مرقس

تم تخصيص موقع للكنيسة على الحوزة منذ البداية، وفي عام 1884 قام بلومبي بتقديم تصميمات للكنيسة وقاعة الإرساليات. كما تم افتتاح قاعة البعثة في مارس 1885 مع غرفة لـ 350 شخص، وسرعان ما بدأت تعاني من الاكتظاظ. وبدا الشعب ب صندوق وذلك لدفع ثمن الكنيسة، والذي تم تكريسه في 1 نوفمبر 1889 باسم سانت مارك.
تعتبر الكنيسة من حيث المساحة كبيرة نسبيًا وتتسع لـ 850 شخص. تم تشييدها على الطراز الفينيسي القوطي، وينقسم إلى صحن من خمسة حجرات، ومعابر، ومذبح، ومصلى صباحي وغرفة حجرة. وعلى الرغم من أن تصميم بلومبي الأصلي كان يتضمن برجًا أيضا، إلا أنه لم يتم تشييده على الإطلاق. بحلول عام 1900، قد تم الإبلاغ عن وجود كنيسة في سانت مارك مرتين من قبل كنيسة أخرى في وود غرين.

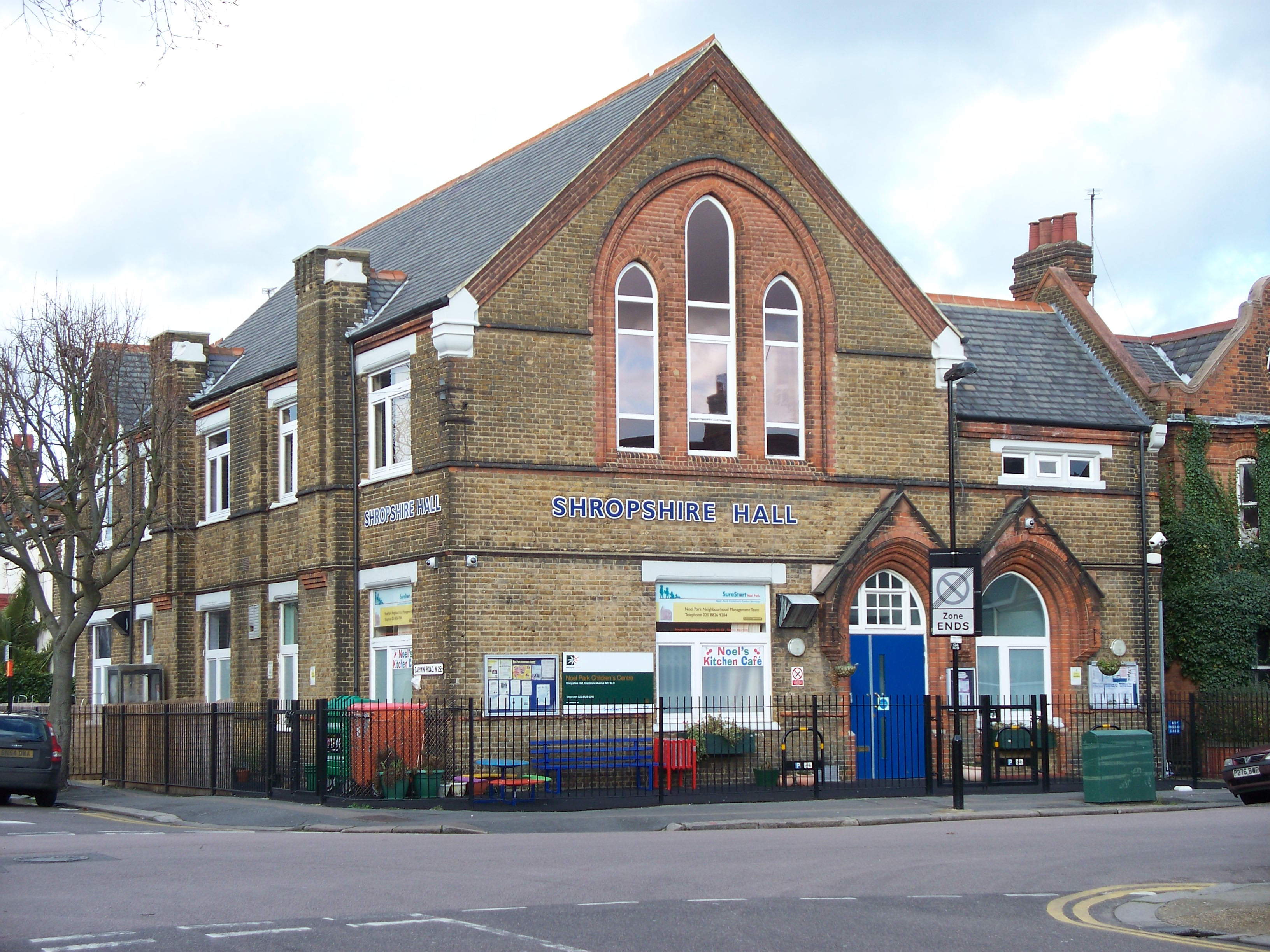
قاعة شروبشاير

في عام 1913، تم افتتاح قاعة مهمة ثانية أكبر في مكان قريب، سميت Walsham-How Mission Hall بعد William Walsham How، قائد بعثة شروبشايرإلى شرق لندن. قاعة شروبشاير، التي قامت بتشييدها بعثة شروبشاير في جلادستون أفينيو، هي الآن مركز مجمع نويل للأطفال. أدت العزلة الجغرافية النسبية في نويل بارك إلى تشكيل عدد كبير من الاندية والجمعيات باستخدام قاعتي لمجموعة واسعة من الأنشطة، بما في ذلك اعداد كبيرة من الجمعيات الرياضية.
وبناء على ذلك اخذت حركة الاعتدال في المملكة المتحدة آراء مديري شركة الجرفيين والعمال والمساكن العامة، وقد تم بناء منازل العامة في نويل بارك، وهو الوضع الذي لا زال حتى اليوم.

## القرن ال 20

### التوسع في أوائل القرن العشرين
في عام 1905، قام GJ Earle، الذي يعمل في شركة الحرفيين والعمال والمساكن العامة، بوضع خطط لبقية الموقع استنادًا إلى الخبرات المكتسبة من النصف الشمالي الكامل من العقار. تم تصميم المباني إلى نسخة معدلة من خطة المنزل من الدرجة الثالثة في بلومبي بأسلوب الفنون والحرف اليدوية، وذلك مع الطوب الأبيض، والجملونات المنخفضة المنتظمة، ونوافذ الطابق الأرضي المنحنية. تم تصميم المراحيض الآن مع ربط الأبواب بالممرات، وفي بعض الحالات، تم إعادة وضع السلالم في مقدمة المنزل. ولم يعد يتم وصفها أو تسويقها على انها منازل «من الدرجة الثالثة».
بحلول أكتوبر 1906، تم تأجير 1,999 عقارًا، بما في ذلك 88 متجرًا و 4 اسطبلات. على الرغم من أن العقار كان على وشك الانتهاء بحلول هذه المرحلة، فلم تكتمل أعمال البناء بالكامل حتى عام 1929.
بحلول هذه المرحلة، كان تطوير نويل بارك والمجتمع المتنامي من وود غرين قادرين على السيطرة على المنطقة. تقديرا لذلك ، في عام 1902 تم تغيير اسم محطة سكة حديد لينز الخضراء إلى مجمع نويل &وود غرين. وفي عام 1911، هدمت شركة الحرفيين والعمال والمساكن العامة مجموعة من المنازل في منتصف العصر الفيكتوري على طريق وود غرين، مباشرة جنوب محطة السكة الحديد، وذلك لتفسح المجال لاستعراض التسوق الرخيص، الذي تم بناؤه لخدمة سكان نويل بارك والمجتمع المتنامي من وود غرين.

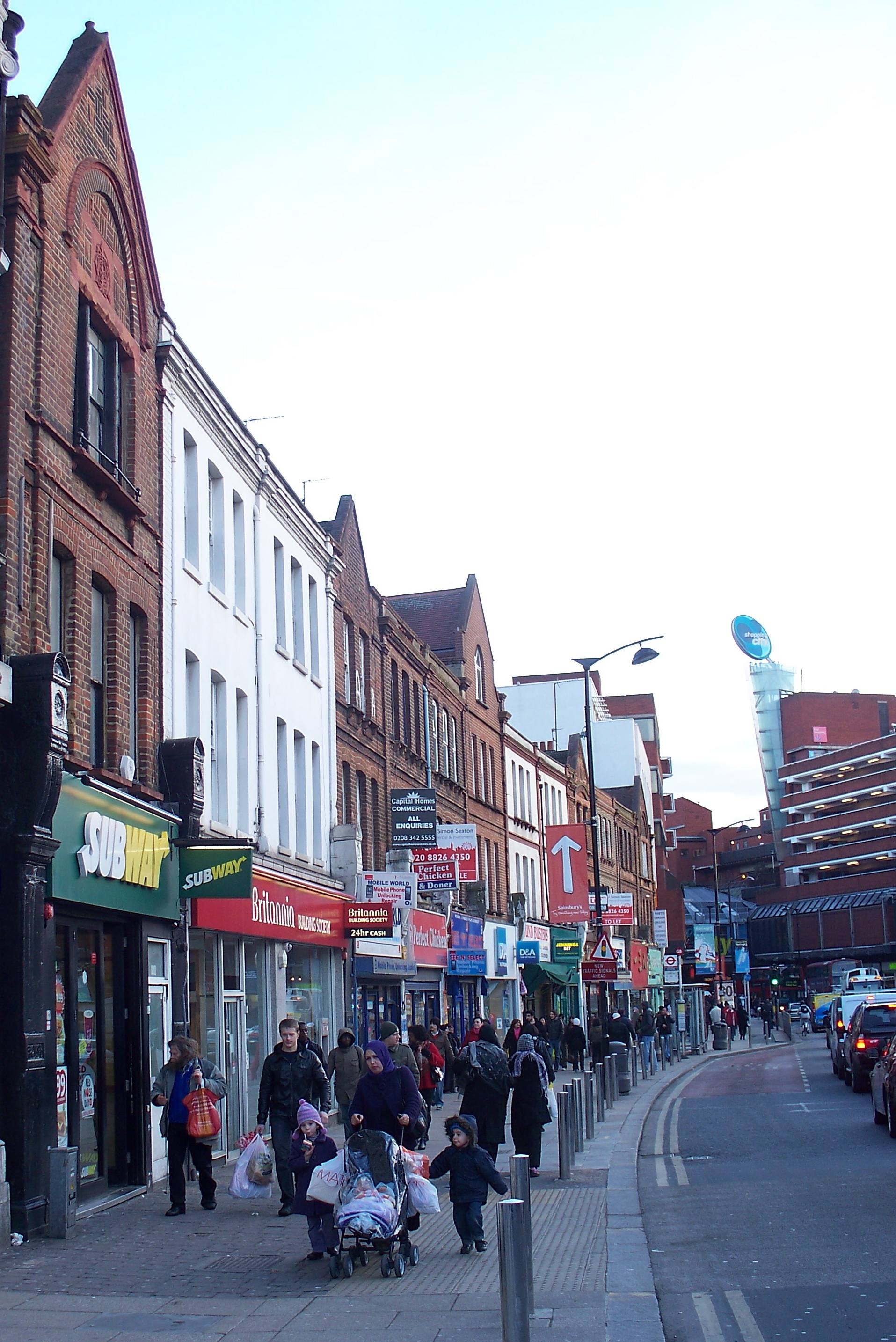
متاجر على طريق وود غرين السريع بناها شركة Artizans في ثمانينيات القرن التاسع عشر. يقع The Wood Green في الخلفية.

كان محور تطوير تشيسايد هي إمبراطورية وود غرين، وهي عبارة عن مسرح يتسع لـ 3000 شخص صممه فرانك ماتشام . سرعان ما أصبحت الإمبراطورية واحدة من الأماكن الترفيهية الرائدة في لندن ، حيث تستضيف أعمالًا مثل ماري لويد وفرانكي فوغان وشيرلي باسي.وقد اشتهرت هذه الامبراطورية بانها المسرح الذي أصيب فيه الساحر تشونج لينغ سو (ويليام إلسورث روبنسون) برصاصة قاتلة في صدره في 23 مارس 1918، عندما تعطل المسدس المسرحي اثناء استخدامه في مظاهرة التقاط الرصاص .
مع تراجع ما بعد الحرب للقاعة المتنوعة والموسيقى وزيادة المنافسة من السينما والتلفزيون، تراجع المسرح وتم اغلاقه في 31 يناير 1955. وبعد ان تم اغلاقه، تم استخدامه بواسطة رابطة تليفيزيونية كاستوديو حتى عام 1963. تم هدم الداخل في عام 1970، لكن المبنى لا يزال سليماً ويستخدم الآن كمتجر ومكاتب.

### خط بيكاديللي
في عام 1904، تم افتتاح سكة حديد خط المدينة الشمالية للسكك الحديدية تحت الأرض، ويمتد من لندن إلى محطة فينسبري بارك، يليه عام 1906 طريق سكك حديد غريت نورثرن، بيكاديللي وبرومبتون (GNP & BR) من الضواحي الغربية عبر وسط لندن إلى حديقة فينسبري، حوالي 2 ميل (3.2 كـم) جنوب حديقة نويل ؛ تممنع كلاهما من التوسع شمالًا وذلك بموجب اتفاقية قانونية مع السكك الحديدية الشمالية العظمى مما اعطى الشبكة العالمية للفيتو حق النقض (الفيتو) على أي توسيع للسكك الحديدية تحت الأرض إلى مناطق يتنافسون فيها على السكك الحديدية الوطنية. مما ادي إلى حدوث ازدحام خطير في فينسبري بارك حيث تم تحويل الركاب من الضواحي الواسعة من الحافلات والترام إلى GN&CR وبيكاديللي وبرومبتون، وفي يونيو 1923 تم تقديم عريضة من 30,000 توقيع يدعو إلى تمديد أحد خطوط مترو الأنفاق شمالا إلى الوزارة من المواصلات.
اضطرت وزارة النقل والمواصلات للسكك الحديدية في لندن وشمال شرق البلاد، التي خلفت شركة GNR، إلى التنازل عن حق النقض أو المضي في كهربة الكهرباء. في نوفمبر 1925، تخلت لندن وشمال شرق البلاد عن مخططها للكهرباء. وفي عام 1929، بدأت حكومة العمل الثانية القادمة سياسة الدعم المباشر لمشاريع البنية التحتية الرئيسية ، وفي عام 1930، بدأت شركة السكك الحديدية الكهربائية تحت الأرض في لندن العمل على تمديد GNP & BR، والآن خط بيكاديللي . تم افتتاح امتداد خط بيكاديللي على مراحل ، مع محطات في وود غرين وتورنبايك لين - كلاهما على الحافة الغربية من مجمع نويل، عند تقاطعات شارع وود غرين ولوردشب لين، على التوالي - افتتح في 19 سبتمبر 1932. مع توصيل المنطقة الآن بغرب ووسط لندن بواسطة قطارات كهربائية نظيفة وسريعة ومتكررة، كما بدأ سكان المناطق المحيطة في الارتفاع بشكل سريع.
وعلى الرغم من قيمة تذكر الاستراتيجية والدمار الذي حدث أثناء المراحل الأولى من الحرب العالمية الثانية، اما في المراحل الأخيرة من الحرب عددا من V-1 الصواريخ كانت تحلق وV-2 الصواريخ الباليستية التي قامت بضرب المنطقة.ولقد وقع أسوأ هجوم في فبراير 1945، عندما تم ضرب V-2 طريق الشاطئ الغربي، مما أسفر عن مقتل 17 وإصابة 68. تم إعادة تطوير مواقع القنابل مع السكن في الأنماط الحالية آنذاك، بدلاً من تصاميم بلومبي وايرل.

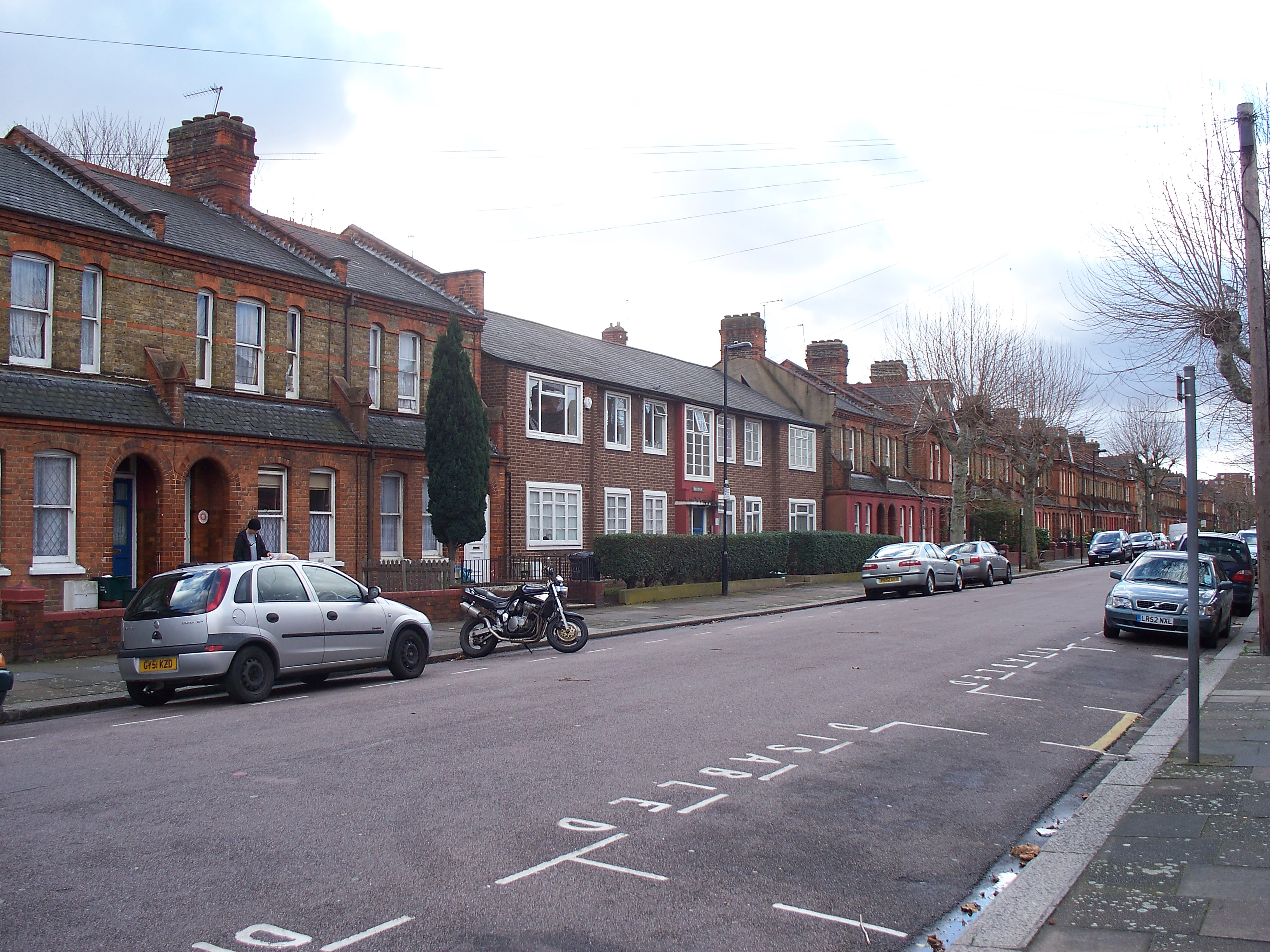
بدائل ما بعد الحرب للمنازل التي تعرضت للقصف ، شارع فارانت

في عام 1958، كجزء من احتفالات الذكرى السبعين لإنشاء مجلس وود غرين المحلي ، تم استخدام مستودع لبضائع السكك الحديدية في معرض لمدة ثلاثة أيام للقاطرات وعربات السكك الحديدية الأخرى.وقد حقق هذا المعرض نجاحًا كبيرًا، حيث زاره حوالي 14000 شخص. وكان من بين القاطرات في المعرض حامل الرقم القياسي لسرعة الأرض مالارد والقاطرة البخارية من المستوى التاسع.

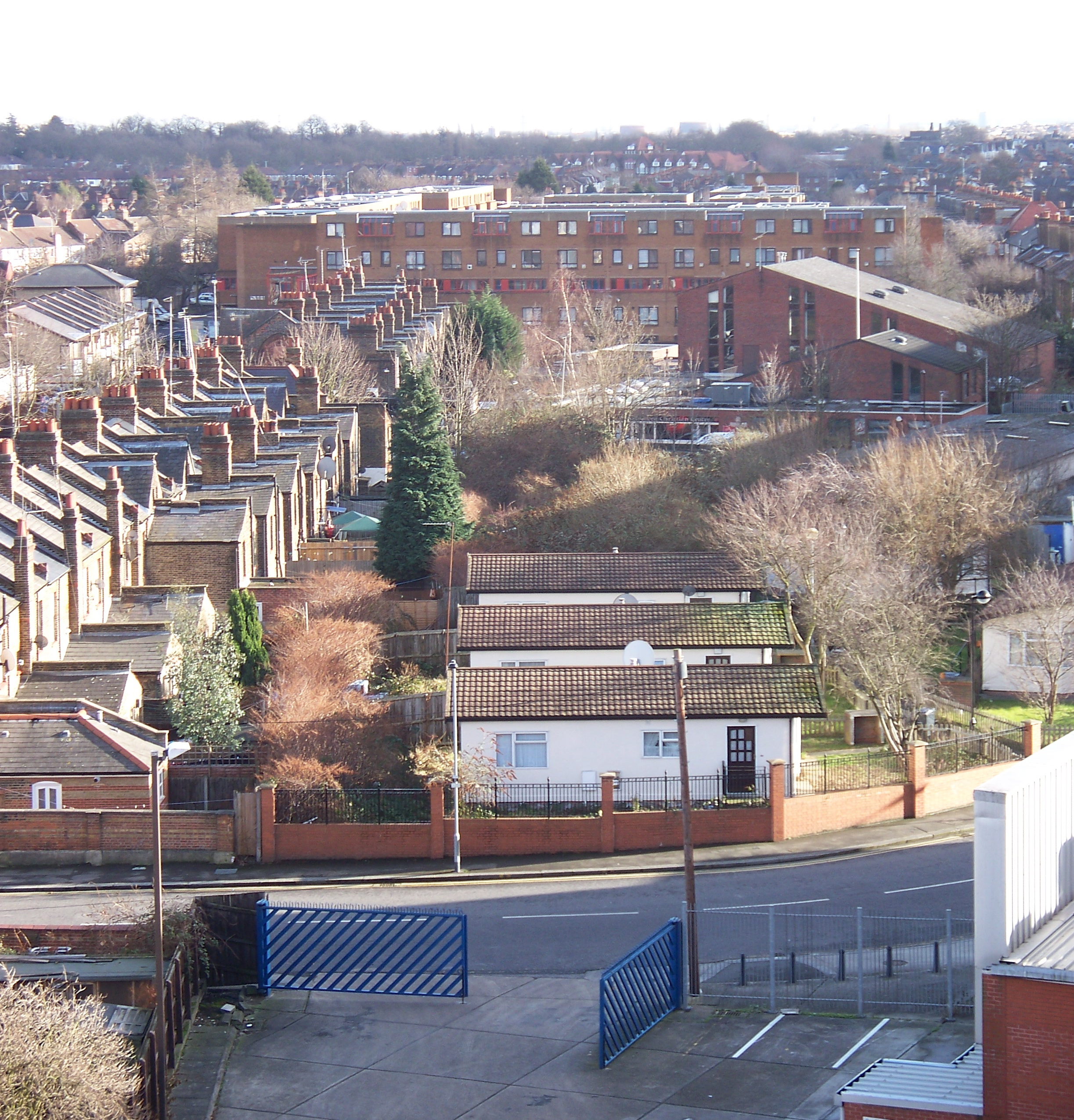
مساكن جاهزة بعد الحرب على مسار خط قصر جيتس السابق عبر منتزه نويل. المبنى الكبير في الخلفية هو "The Sandlings" ، مبني على موقع ساحة البضائع السابقة.

ومع ذلك، في هذه المرحلة كان خط قصر غيتس في حالة انخفاض حاد. حيث انخفض عدد الركاب بشكل كبير منذ افتتاح خط بيكاديللي، في حين انخفض استخدام الشحن طوال فترة الخمسينات وذلك نتيجة تحسن وسائل النقل االبرية وتراجع الطلب على الفحم. تم اغلاق الخط امام الركاب في 7 يناير 1963. مع تضاؤل استخدام الشحن إلى القليل بعد انتهاء خدمات الركاب، تم إغلاق ساحة البضائع في 7 ديسمبر 1964. تم استخدام موقع ساحة البضائع لبناء مبنى سكني كبير يعرف باسم ساندلنجز،  كما تم تحويل محطة سكة حديد مدينة نويل & وود غرين إلى مباني تجارية، قبل أن يتم هدمها في أوائل السبعينيات لتصبح موقع القسم الشرقي لمدينة وود غرين للتسوق .

### نقل إلى سيطرة السلطة المحلية
في عام 1952، تم تغيير اسم شركة الحرفيين والعمال والمساكن العامة إلى شركة الممتلكات العامة. إن الجمع بين نظام ضريبي متحيز ضد تطورات الملكية الخاصة والقيود القانوية على رفع الإيجارات مما جعل النموذج التقليدي للشركة غير مربح، وبدأ في تجريد نفسه من مشاريعه الأصلية منخفضة الإيجار وبدلاً من ذلك بيع المنازل الشاغرة في العقارات وإعادة استثمار المساكن والممتلكات التجارية منخفضة الإيجار فيها، خاصة في الولايات المتحدة وكندا حيث يُسمح بالاستهلاك قبل الضرائب. في عام 1966، كما تم نقل العقارات الأربعة الأصلية في لندن (شافتسبري بارك ، كوينز بارك ، نويل بارك وليغام كورت) إلى السلطات المحلية المعنية كما هو الحال في مسكن المجلس - في حالة مجمع نويل، لندن بورو من هارينجي التي تم تشييدها حديثا والتي اشترت 2175 عقارًا تشمل عقار مجمع نويل بإجمالي 2.917.000 جنيه إسترليني (حوالي 53.4 مليون جنيه استريليني) اليوم)   – ترك 377 منزل في بينيروود بارك في بينر كآخر عقار سكني في لندن الكبرى المملوك للشركة.
في عام 1976، أصبحت شركة الحرفيين والعمال التي أعيدت تسميتها آنذاك بشركة الممتلكات العامة، شركة تابعة مملوكة بالكامل لشركة Sun Life ، وفي 3 فبراير 1981 تم تغيير اسم الشركة إلى ممتلكات Sun Life.

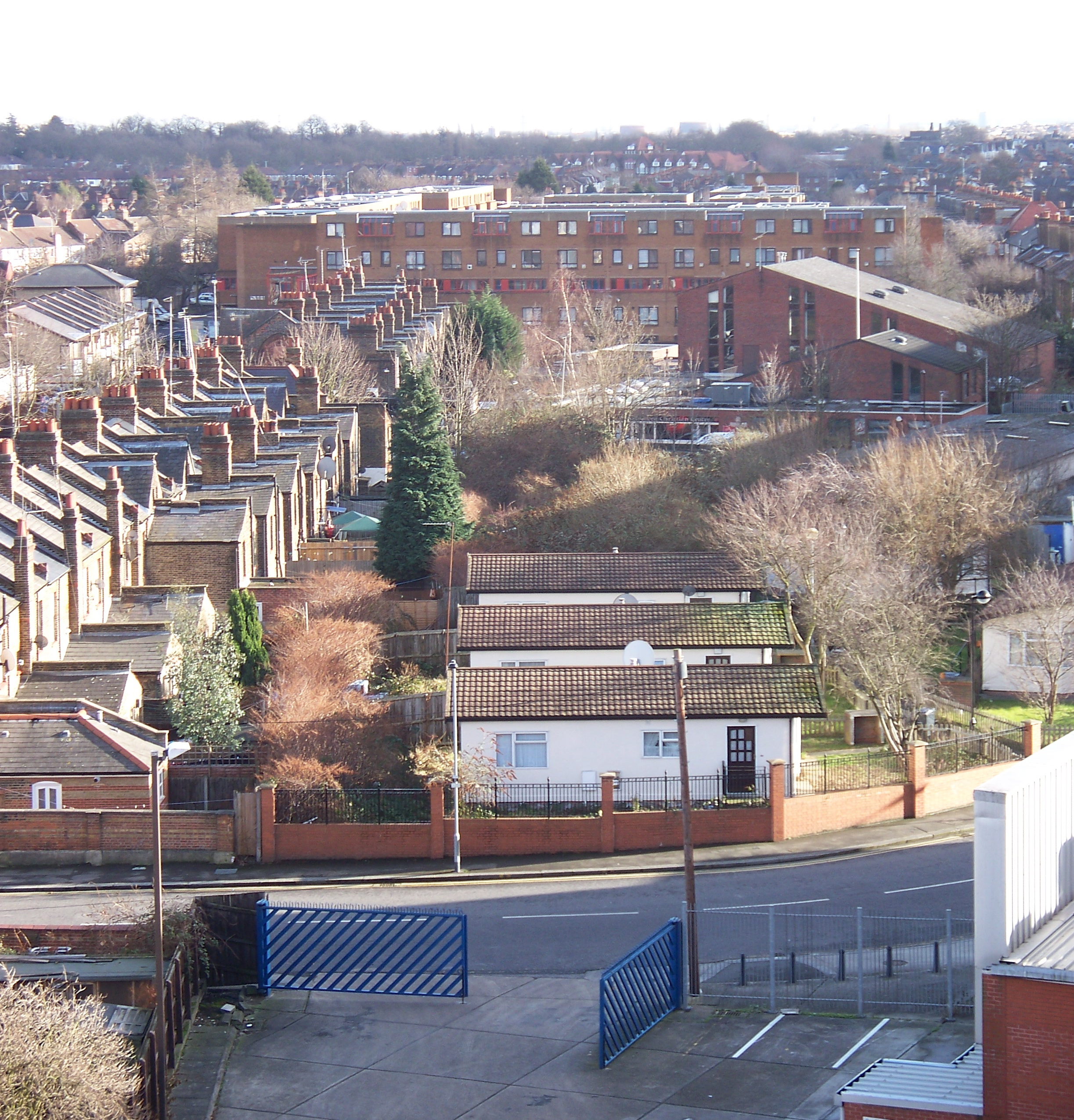
مساكن جاهزة بعد الحرب على مسار خط قصر جيتس السابق عبر منتزه نويل. المبنى الكبير في الخلفية هو "The Sandlings" ، مبني على موقع ساحة البضائع السابقة.

بعد ان تم الانتقال إلى سيطرة السلطات المحلية، ظهر ان معظم الممتلكات الموجودة في الحوزة في حالة سيئة. في عام 1971 تم ايجاد تقرير صادر عن لندن بورو في هارينجي أن نصف العقارات لا تزال في حاجة إلى المرافق الأساسية مثل الحمامات والمراحيض الداخلية والمياه الساخنة. وقد تم تمديد المنازل بشكل منهجي إلى الخلف وذلك لاستيعاب الحمامات الحديثة.

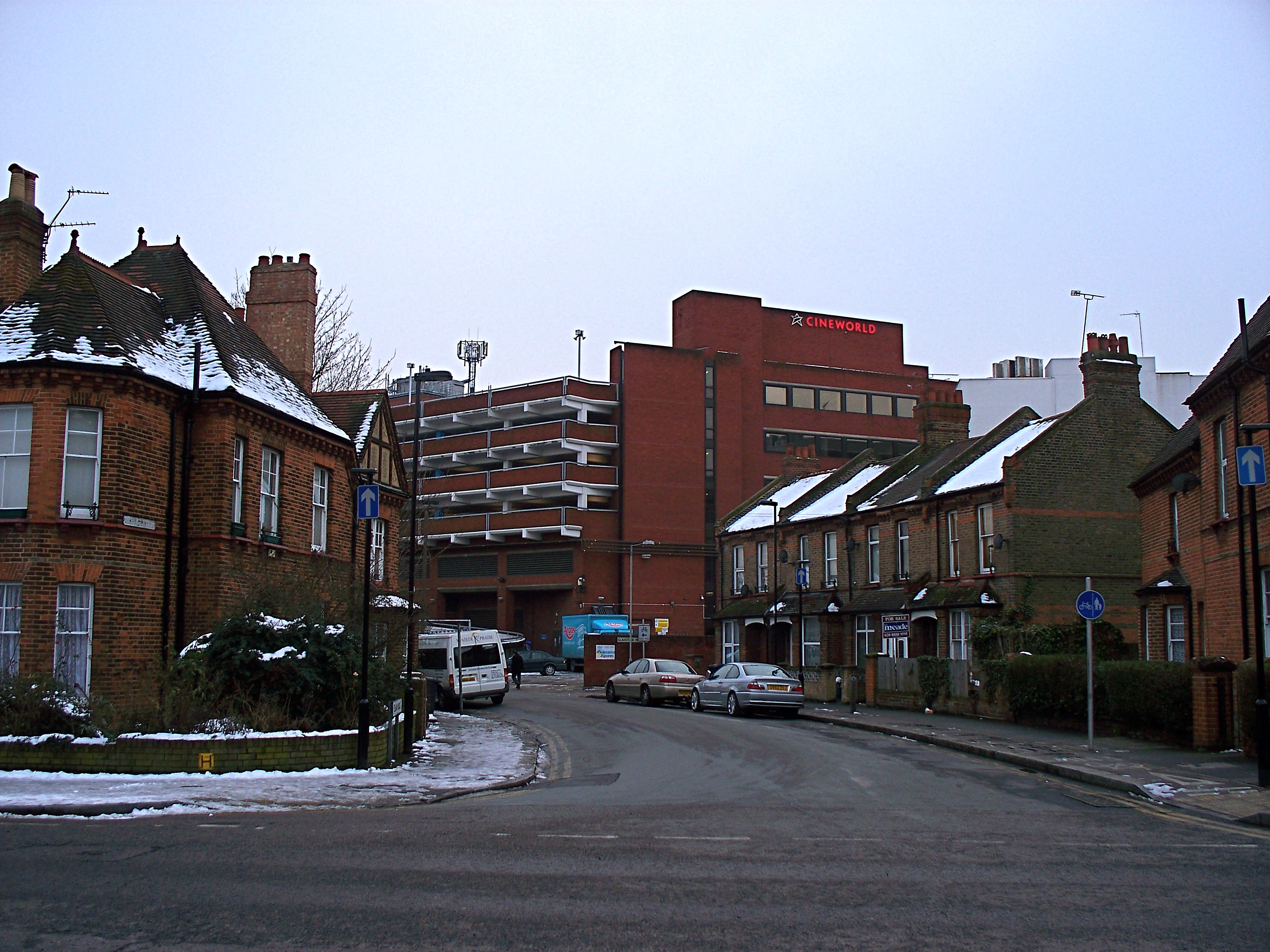
ويهيمن الآن الجزء الغربي من نويل بارك على القسم الشرقي من The Wood Green ، في موقع محطة السكك الحديدية السابقة.

في أوائل السبعينيات، تم بناء مجمع التسوق والسينما والمجمعات السكنية في مول وود غرين وهو مكون من تسعة طوابق على جانبي طريق وود غرين، وهو المسيطر الآن على المنطقة. على الرغم من أن بعض المنازل تم هدمها أثناء أعمال البناء، إلا أنها كانت تهدف في ذلك الوقت إلى تحويل طريق وود غرين السريع حول مدينة التسوق، الأمر الذي كان سيتطلب هدم جزء كبير من القسم الغربي من نويل بارك. ومع ذلك، تم التخلي عن مخطط التحويل، مما أدى إلى الوضع غير العادي الحالي الذي يمر فيه الطريق مباشرة عبر مركز التسوق ؛ تشير Cherry & Pevsner إلى أن نويل بارك«نجا من أضرار أسوأ بسبب التخلي عن الطريق المقترح».
في عام 1980، أعطى قانون الإسكان لعام 1980 للمستأجرين الحق في شراء منازلهم. في ضوء ذلك، تم منح مجموعة من 1500 عقارًا في المنطقة وضع منطقة الحفظ،  وقد حصل القسم الشمالي من التركة في بلومبي على المادة الرابعة للاتجاه مايكل هيسلتين ، وزير الدولة لشؤون البيئة، وذلك لمنع أي تعديلات على المظاهر العامة للممتلكات دون إذن بالتخطيط، للاعتراف بفائدتها المعمارية والتاريخية. في اثناء ذلك، تم إدراج كنيسة القديس مرقس في الصف الثاني. ومع ذلك، لم يتم تنفيذ هذه التدابير بشكل ثابت، وقد تم الاستشهاد بمجمع نويل في تقرير من قبل التراث الإنجليزي كمثال بارز يدل على فشل مناطق الحفظ.
طوال فترة الثمانينيات وأوائل التسعينات، كانتالدولة عبارة عن منزل لمجتمع عشوائي متقطّع، يتألف في الغالب من الأشرار الشباب من أيرلندا وويلز واسكتلندا وخارج لندن، مما أدى إلى تنشيط المنطقة بشكل كبير ولكنه أدى أيضًا إلى العديد من النزاعات القانونية وغيرها مع مجلس هارينجي، الذي كان من المفارقات أن الكثير من العقارات فارغة في المقام الأول. تم نقل العديد من هؤلاء لاحقًا إلى مدينة وود بيري السفلى في منزل مانور في لندن .
تماشيا مع المبادئ الأصلية لشركة الحرفين، والعمال، والمساكن العامة، لا توجد حتى الآن منازل عامة في مجمع نويل. وفي عام 2008، تم إعلان أجزاء من Wood Green بما في ذلك مجمع نويل منطقة شرب خاضعة للرقابة ، مما سمح للشرطة بمصادرة الكحول من أولئك الذين يشاركون في السلوك المعادي للمجتمع.

كما هو الحال مع كثير من هارينجي، أصبح مجمع نويل الآن واحدا من أكثر المناطق المتنوعة عرقيا في العالم. وفي عام 2002، كان 86٪ من التلاميذ الذين يحضرون مدرسة مجمع نويل من أقليات عرقية.

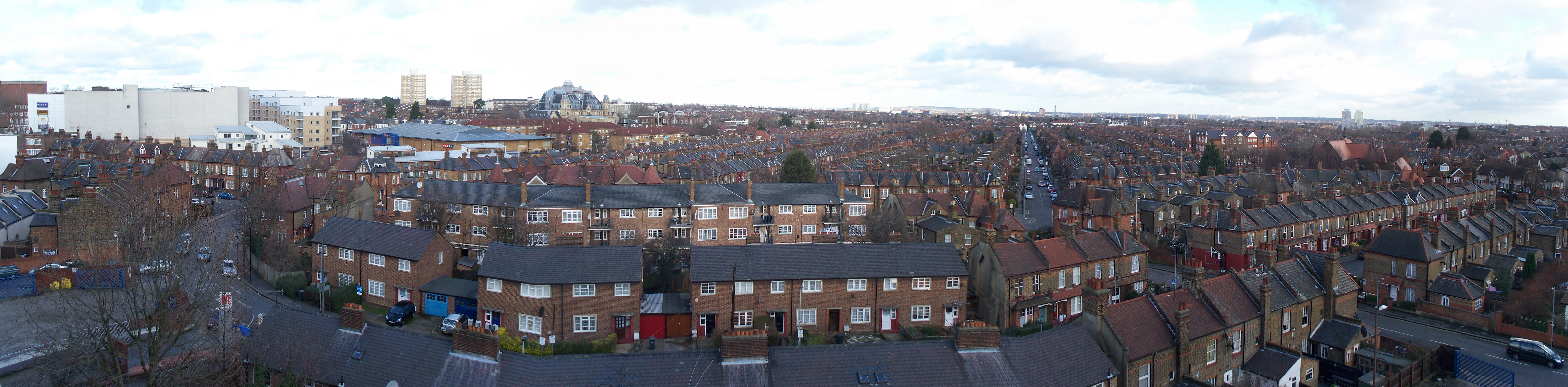
منظر بانورامي لحديقة نويل في عام 2009 من الحافة الغربية ، ويطل على الشمال الشرقي

## اشتقاق أسماء الشوارع
- أشلي كريسنت: إيفلين آشلي، عضوة البرلمان عن جزيرة وايت، نجل اللورد شافتسبري ورئيس شركة الحرفيين والعمال والمساكن العامة.
- طريق بولر: ريدفيرز بولر، الفائز في فيكتوريا كروس في معركة هلوبان، 1879
- طريق داروين: تشارلز داروين، عالم الطبيعة والمستثمر الأول في شركة الحرفين والعمال والمساكن العامة
- دوفيكوت أفينيو: على موقع مانور دوكيت الأصلي (دوفيكوت)، هدم هذا الوقت
- شارع فارانت: السير ريتشارد فارانت ، نائب رئيس مجلس إدارة شركة الحرفيين والعمال والمساكن العامة 1881 – 1906
- جلادستون أفينيو: ويليام إيوارت جلادستون، رئيس الوزراء في وقت افتتاح نويل بارك
- Hewitt Avenue: Thomas Hewitt QC ، مدير شركة الحرفين والعمال والمساكن العامة 1895 – 1917
- شارع نيوتن والوب، ايرل بورتسوث السادس، مدير شركة الحرفين والعمال والمساكن العامة 1883-1891
- مارك رود: مارك إتش قاضي ، مدير شركة الحرفيين والعمال والمساكن العامة 1878 – 1922
- جادة موريس: موريس باول ، مدير شركة الحرفييين والعمال والمساكن العامة 1880 – 1914
- شارع مورلي: صموئيل مورلي ، نائب عن بريستول ومدير شركة الحرفين والعمال والمساكن العامة 1877 – 1880
- جادة موزيل: يمتد فوق نهر موزيل المتعرج
- طريق بيلهام: بيلهام، مدير شركة الحرفين والعمال والمساكن العامة 1880 – 1894
- طريق ريدفيرس: ريدفيرس بولر (انظر طريق بولر، أعلاه)
- جادة راسل: جون راسل، رئيس الوزراء الليبرالي السابق
- طريق ساليسبري: روبرت سيسيل ، مركيز ساليسبري الثالث، زعيم حزب المحافظين
- طريق فنسنت: غير معروف. ولش يتكهن من القس. هنري فنسنت لي باس ، العضو الوحيد في لجنة نويل بارك في وقت الافتتاح ، والذي لم يُعرف أن لديه شارعًا مسمى له [30]